# Neymar
Neymar da Silva Santos Júnior (pronunciación en portugués: /nejˈmaʁ dɐ ˈsiwvɐ ˈsɐ̃tus ˈʒũɲoʁ/; Mogi das Cruzes, São Paulo, 5 de febrero de 1992) es un futbolista brasileño que juega como delantero en el Santos F. C. del Campeonato Brasileño de Serie A. Es internacional absoluto con la selección de Brasil. Reconocido como un destacado goleador y creador de juego, es ampliamente considerado uno de los mejores jugadores del mundo y como de los más grandes talentos de la historia.
Surgió de las categorías juveniles del Santos F. C. donde hizo su debut profesional a los 17 años. Considerado uno de los juveniles más prometedores del mundo, ganó tres Campeonatos Paulistas seguidos, una Copa de Brasil, y una Copa Libertadores, —donde fue máximo goleador y mejor jugador del certamen—, la primera del club desde 1963 con Pelé. En Brasil, empezó a hacerse conocido por sus regates llamativos, por haber ganado el Premio Puskás en 2011, y el Futbolista del Año en Sudamérica en 2011 y 2012. En 2013, fue transferido al F. C. Barcelona, donde conformó un recordado trío en ataque junto al argentino Lionel Messi y el uruguayo Luis Suárez, denominado la MSN. Juntos, bajo el mandato de Luis Enrique, consiguieron el triplete, obteniendo La Liga, la Copa del Rey, y la UEFA Champions League 2014-15. Gracias a esto, logró salir tercero en la votación al Balón de Oro 2015. En 2016 obtuvo el doblete, y en 2017, sería transferido en el verano al Paris Saint-Germain F. C. por 222 millones de euros, convirtiéndose en el traspaso más caro en la historia del fútbol. En Francia, Neymar obtuvo cuatro títulos de liga, dos Copa de Francia y dos Copa de la Liga, obteniendo un triplete doméstico y fue votado como el Jugador del Año de la Ligue 1 en su temporada debut. En la temporada 2019-20 obtuvo todos los títulos domésticos y llegó junto a su equipo a la final de la Champions League.
Con 79 goles en 125 partidos con Brasil desde su debut a los 18 años, es el máximo artillero de su selección, superando a Pelé. Fue un jugador clave para la conquista del Sudamericano sub-20 2011, donde terminó como máximo goleador, y también logró una medalla de plata en el fútbol masculino en los JJ. OO. de Londres de 2012. Al año siguiente, ganó la Copa Confederaciones, donde fue elegido Balón de Oro. Sus participaciones en el Mundial 2014 y la Copa América 2015 fueron cortas debido a sus lesiones y expulsiones. Sin embargo, capitaneó al equipo sub-23 de la canarinha para su primera medalla de oro en los JJOO de Río 2016. En 2018 participó del Mundial de Rusia 2018 donde Brasil quedó eliminada en cuartos de final ante Bélgica. Fue subcampeón con Brasil en la Copa América 2021.
Neymar terminó tercero en el Balón de Oro de la FIFA en 2015 y 2017, ha sido galardonado con el Premio Puskás, ha sido nombrado dos veces en el FIFA FIFPro World11, dos veces en el Equipo del Año de la UEFA y en el Equipo de la Temporada de la UEFA Champions League tres veces.
Fuera del campo, se volvió uno de los deportistas más lucrativos de los últimos años; SportsPro lo nombró el atleta con más marketing del mundo en 2012 y en 2013, y ESPN lo citó como el cuarto deportista más conocido del mundo en 2016. En 2017, fue incluido en la lista de Time de las 100 personas más influyentes del mundo. En 2018 France Football lo nombró el tercer futbolista mejor pagado del mundo. En 2019, Forbes lo posicionó como el tercer atleta más pagado del mundo, y el cuarto en 2020. Durante nueve años, Neymar fue uno de los principales patrocinadores de la empresa estadounidense de ropa deportiva Nike, hasta que firmó con la marca alemana Puma en agosto de 2020.

## Biografía
Nació en Mogi das Cruzes, São Paulo, Brasil. Es hijo de Neymar Santos Sr. y de Nadine Gonçalves. Su padre también fue futbolista y se convirtió en asesor de su hijo. Ha hablado varias veces sobre él: Mi padre ha estado a mi lado desde que era pequeño. Él cuida de las cosas, mis finanzas y mi familia. Tiene una hermana llamada Rafaella Beckran y un hijo llamado Davi Lucca da Silva Santos, que tuvo a los 19 años. Durante su infancia, Neymar desarrolló su amor por el fútbol gracias al fútbol sala y el fútbol callejero, con el brasileño declarando más de una vez que el futsal lo ayudó a desarrollar sus técnica y habilidades para regatear en espacios pequeños.
En 2003 se trasladó con su familia a São Vicente, donde empezó a jugar para las divisiones juveniles del Portuguesa Santista. Luego, en 2003, se trasladó a Santos, donde fichó por el Santos FC. Con el dinero ganado por sus éxitos en las categorías juveniles, con su familia compraron una casa al lado de Vila Belmiro, el estadio del club. Su calidad de vida familiar mejoró, ya que a los 15 años, ganaba 10.000 reales al mes y a los 16, 125.000. A los 17 firmó su primer contrato profesional y fue ascendido al primer equipo, además de empezar a firmar sus primeros contratos con patrocinadores.

## Trayectoria

### Santos (2009-2013)

#### Categorías inferiores (2003-2008)
Comenzó a jugar al fútbol sala de la mano de Betinho en el Tumiaru. Luego pasó a jugar en varios clubes de la ciudad de Santos como: Portuguesa Santista, Gremetal y otra vez en el Portuguesa. En 2003, fichó por el Santos, donde fue instalado en la academia de juveniles, que en el pasado, produjo internacionales brasileños como Bruno Coutinho Martins, Clodoaldo Tavares de Santana, Diego Walsh, Elano y Alex. Empezaron a compararlo con jugadores como José Macia Pepe, Pelé y Robinho en el inicio de su carrera en el Peixe (Apodo del Santos). Mientras estaba en la academia de juveniles, Neymar conoció a Ganso, convirtiéndose en buenos amigos en el proceso.
A la edad de 14 años, viajó a España para fichar por el Real Madrid. En ese momento, el Real Madrid tenía estrellas como Ronaldo, Zidane y Robinho. Neymar pasó la prueba para su posible traslado, pero el fichaje se cayó, debido a que su padre decidió que siguiera desarrollándose en las juveniles del Santos. El joven delantero siguió progresando a través de las categorías inferiores con rapidez y se le concedió finalmente una promoción para formar parte del primer equipo en 2009.

#### Temporada debut (2009)
Neymar se unió en 2003 al Santos y después de estar en las categorías inferiores, fue promocionado al primer equipo. Hizo su debut con el Santos en 2009, en el que rápidamente se hizo su descubrimiento, convirtiéndose en un jugador fijo del primer equipo.
Hizo su debut profesional el 7 de marzo de 2009 con tan solo 17 años. Entró como sustituto en los últimos treinta minutos en la victoria por 2-1 ante Oeste. La semana siguiente, anotó su primer gol ante el Mogi Mirim. El 11 de abril, anotó el gol decisivo en la victoria por 2-1 en la ida de semifinales del Campeonato Paulista ante el Palmeiras. En la final perdieron 4-2 ante el Corinthians. En su primera temporada, anotó 14 goles en 48 partidos.

#### Campeón del Campeonato Paulista y explosión (2010)
El 15 de abril de 2010, marcó cinco goles en la victoria 8-1 ante el Guaraní en la fase de clasificación de la Copa de Brasil. Después del Campeonato Paulista en el que anotó 14
goles en 19 partidos, el club se coronó campeón tras una victoria global por 5-5 sobre Santo André en la final. Posteriormente fue premiado como el Mejor Jugador del Campeonato al terminar la temporada 2010 y sus actuaciones fueron comparadas con las de su ídolo Robinho o incluso la leyenda Pelé.
En 2010, el Santos rechazó una oferta del equipo inglés West Ham de 12.000.000 de euros y otra del Chelsea de 20 millones. Debido a la renuencia del club de vender y de la insistencia de Neymar de "solo estar enfocado en Santos", su agente de ese momento Wagner Ribeiro indicó que la carrera del joven delantero estaba en otro lado, declarando: "El quiere convertirse en el mejor jugador del mundo y las chances de lograr eso en Brasil son nulas." Neymar declaró un año después al Daily Telegraph que estaba "feliz" con la intención del Chelsea de ficharlo ya que jugar en Europa era su sueño, pero que también su decisión de quedarse en Brasil fue correcta.
El 30 de noviembre de 2010, el Santos vendió el 5% de futuras inversiones en el traspaso de Neymar hacía la compañía inversora Terceira Estrela Investimentos S.A. (TEISA) por R$ 3,549,00 (€ 1,5 millones). El año anterior, la familia del delantero brasileño vendió el 40% de intereses en sus derechos deportivos hacía la empresa DIS Esporte, quienes eran unos socios estratégicos de largo plazo con el Santos.
A pesar de que sus dos primeras temporadas fueron altamente exitosas, cerrando el año 2010 con una impresionante marca de 42 goles en 60 partidos, los problemas extradeportivos con Neymar empezaron a aparecer. El 15 de septiembre en un partido ante el Atlético Goianiense, el entrenador del Santos, Dorival Júnior, mandó a otro jugador lanzar el penalti tras una falta sobre Neymar. Su decisión fue porque Neymar había fallado un penalti en la final de la Copa do Brasil de ese año, aunque la ganaron. En respuesta a esto, Neymar dio la espalda a su jefe y tuvo que ser calmado por un juez de línea y discutió con su capitán, Edu Dracena. Las consecuencias fueron que Dorival deseaba tener suspendido por dos semanas al jugador pero el club lo despidió rápidamente. A pesar de las disculpas de Neymar sobre el incidente, varias dudas se disiparon sobre sus actitudes. El 30 de diciembre, con tan solo 18 años, quedó en tercer lugar en el premio al Futbolista del año en Sudamérica por detrás de Andrés D'Alessandro y Juan Sebastián Verón.

#### Campeón de la Copa Libertadores y premio Puskás al gol del año (2011)

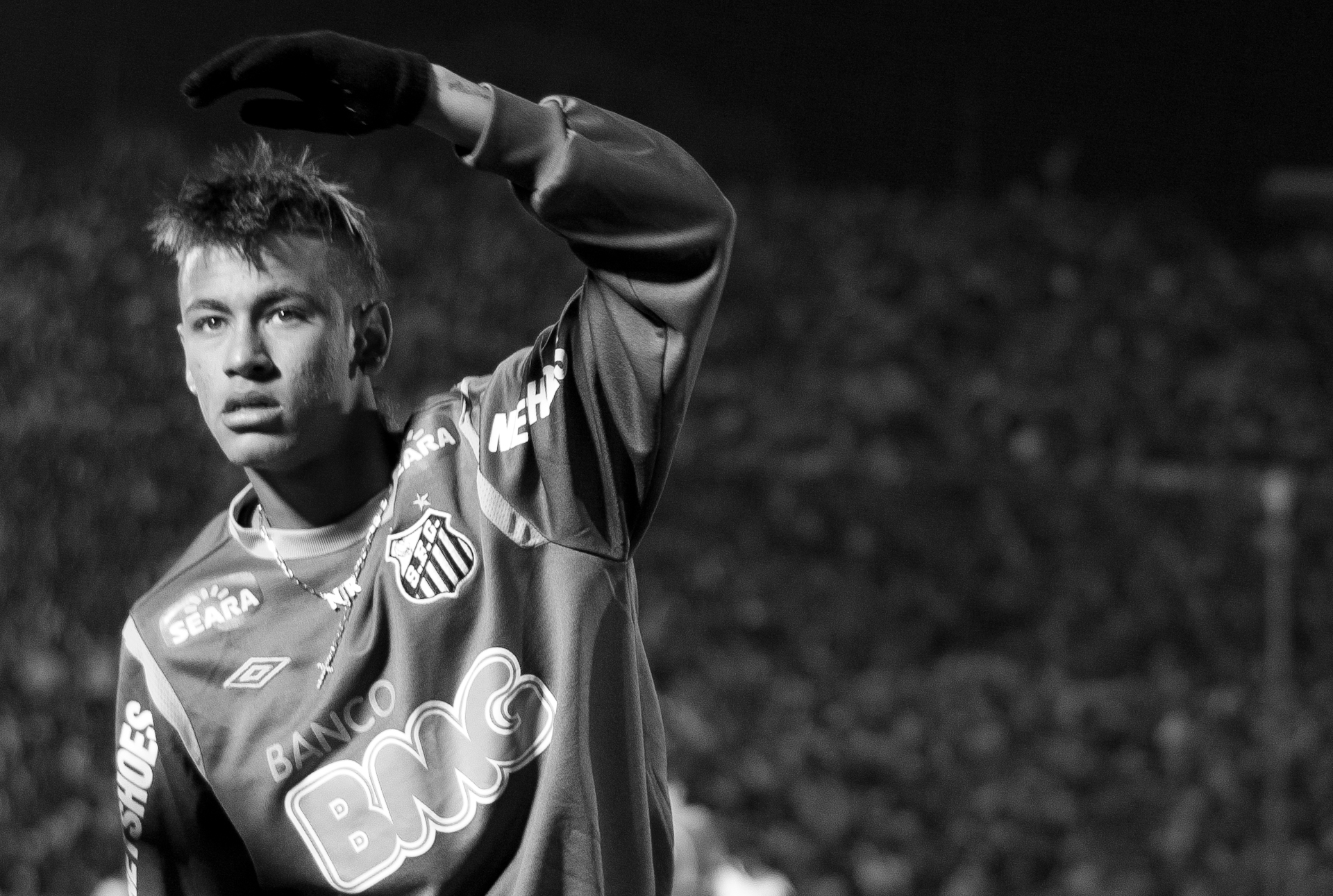
Neymar, tras anotar en la final de la Copa Libertadores 2011.

Tras dos años de ausencia, el Santos volvería a la Copa Libertadores, esta vez liderada por la tercera generación de los Meninos da Vila, comandadas por Neymar y Ganso. La actuación del oriundo de Mogi das Cruzes fue destacada, dando una asistencia en octavos de final, un gol y una asistencia en cuartos, una asistencia y gol en semifinales, y un gol en la final ante Peñarol, y convirtiéndolo en el tercer máximo goleador del certamen con 6 tantos. Santos volvería a consagrarse campeón de América desde su última vez en 1963, cuando jugaba su estrella Pelé.
En septiembre de 2011, el presidente del Santos, Luis Ribeiro, amenazó con reportar al Real Madrid a la FIFA tras informar que el club blanco había intentado fichar a Neymar y que dijeron que llegaron a un acuerdo de un precontrato, aunque esta información era falsa. El 9 de noviembre, firmó la renovación de su contrato que le haría permanecer en el Peixe hasta después de la Copa Mundial de Fútbol de 2014 disputada en su país. El acuerdo habría aumentado los salarios del jugador en un 50%, llegando a la cantidad que se paga a los jugadores en Europa. El 14 de diciembre, anotó el primer gol en el partido que ganaron 3-1 ante el Kashiwa Reysol en las semifinales de la Copa Mundial de Clubes de la FIFA en el Toyota Stadium en Japón. Cuatro días después, en la final ante el Fútbol Club Barcelona, fueron derrotados por 4-0 y quedaron como subcampeones. El 9 de enero de 2012, Neymar ganaría el Premio Puskás al gol del año, cuando en julio de 2011 anotó un gol tras regatear a tres defensores y al arquero en la derrota por 5 a 4 contra el Flamengo por el Brasileirao. El 30 de diciembre de 2011 ganó el premio al Futbolista del Año en Sudamérica por primera vez en su carrera, por un récord en margen de puntos, igualando los pasos de Diego Maradona, Romário, Pelé y Zico.

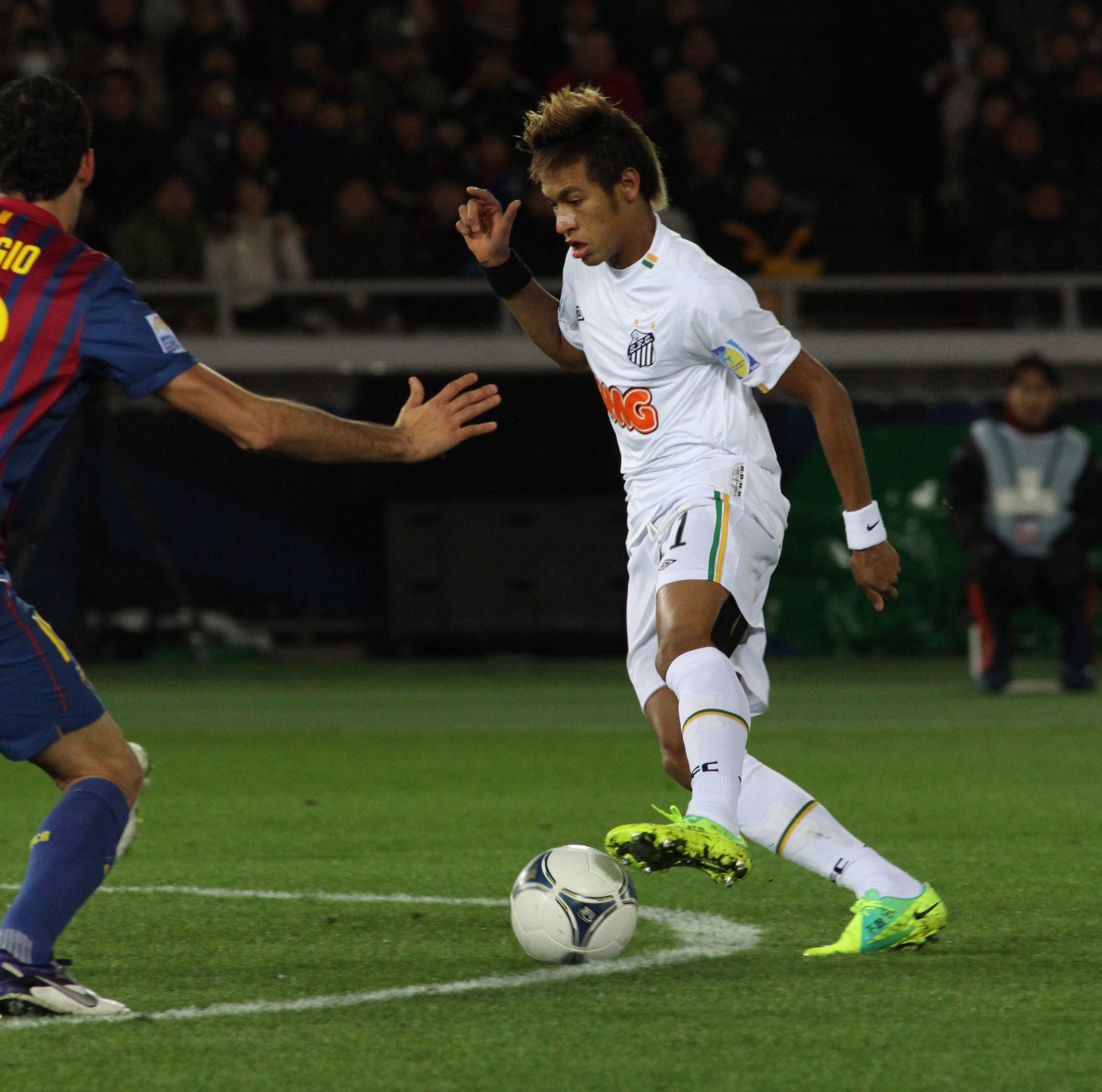
Neymar en la Final de la Copa Mundial de Clubes de la FIFA.

#### Mejor jugador de Sudamérica (2012)
El 5 de febrero de 2012, el día de su 20° cumpleaños, anotó su gol número 100 con el Santos en un partido ante el Palmeiras del Campeonato Paulista. El 25 de febrero, 20 días después, anotó dos goles (uno desde 25 yardas) y asistió a otros dos en la victoria de 6-1 sobre el Ponte Preta. El 7 de marzo, anotó una hat-trick ante el Internacional en un partido de la fase de grupos de la Copa Libertadores. El 29 de abril le anotó un triplete al São Paulo para clasificar al equipo a la final de la Liga Paulista, en donde anotó un doblete en la ida y en la vuelta para la victoria ante el Guarani FC, que acabó en un global de 7 a 2 y que consagró a Neymar y al Santos como tricampeones de la competencia. Neymar acabó el Paulista con 20 tantos y elegido como el mejor jugador y mejor delantero. Mientras tanto, por la Libertadores, el Santos participó como uno de los máximos candidatos. Neymar fue el máximo goleador con 8 goles, pero el Santos terminó eliminado ante los eventuales campeones, el Corinthians, en semifinales.
El 18 de octubre, jugó su partido número 200 con el Santos ante al Atlético Mineiro, llevando el dorsal número 200 en su camiseta, y recibiendo una placa conmemorativa al principio del partido. El partido terminó en empate 2 a 2 y Neymar marcó uno de los goles para su equipo, y sobre el final Ronaldinho le regaló su camiseta. Finalmente, el Campeonato Brasileño de 2012 se lo llevó el Fluminense al ganar 3-2 al Palmeiras y ponerse 10 puntos de ventaja sobre el Grêmio para proclamarse matemáticamente a falta de tres jornadas (al ser imposible que el Grêmio consiguiera 10 puntos en tan pocos partidos) como campeón. Mientras tanto, el Santos quedó decimosegundo. Aun así, lograrían conquistar la Recopa Sudamericana 2012 contra la Universidad de Chile, anotando en el partido de vuelta para el 2-0 final.
Neymar volvió a ser nominado para el Premio Puskás y el FIFA Balón de Oro, donde volvió a llegar a ser finalista en el primero pero no en el segundo. Ganó el Premio Globolinha de Ouro al Mejor Gol del Campeonato Brasileño (Hors Concours) que solo había obtenido Pelé, y retuvo el premio al Futbolista del Año en Sudamérica, al ganarle a su compatriota Ronaldinho. Terminó la temporada anotando 42 goles en 47 partidos.

#### Último año en Brasil y venta a Europa (2013)
A pesar de que las especulaciones sobre su marcha del Santos eran cada vez más altas, Neymar tuvo una buena participación en el Paulista, anotando 12 goles y acabando en el Selección del Campeonato. Sin embargo, Santos terminó tercero El 18 de marzo, declaró que tenía el sueño de jugar en Europa, en un club como el F. C. Barcelona, Real Madrid o Chelsea. Pero luego pasó a decir: No tiene sentido en especular cuándo voy a dejar Santos, me voy a ir cuando quiera.
En abril, luego de anotar cuatro goles en la victoria 4 a 0 al União Barbarense por el Paulista, el agente y padre de Neymar reveló que el jugador tenía intenciones de dejar el Santos antes del Mundial de Brasil 2014. El 26 de mayo, en su último partido ante el Flamengo, Neymar lloró durante el himno nacional de Brasil.

### F.C Barcelona (2013-2017)

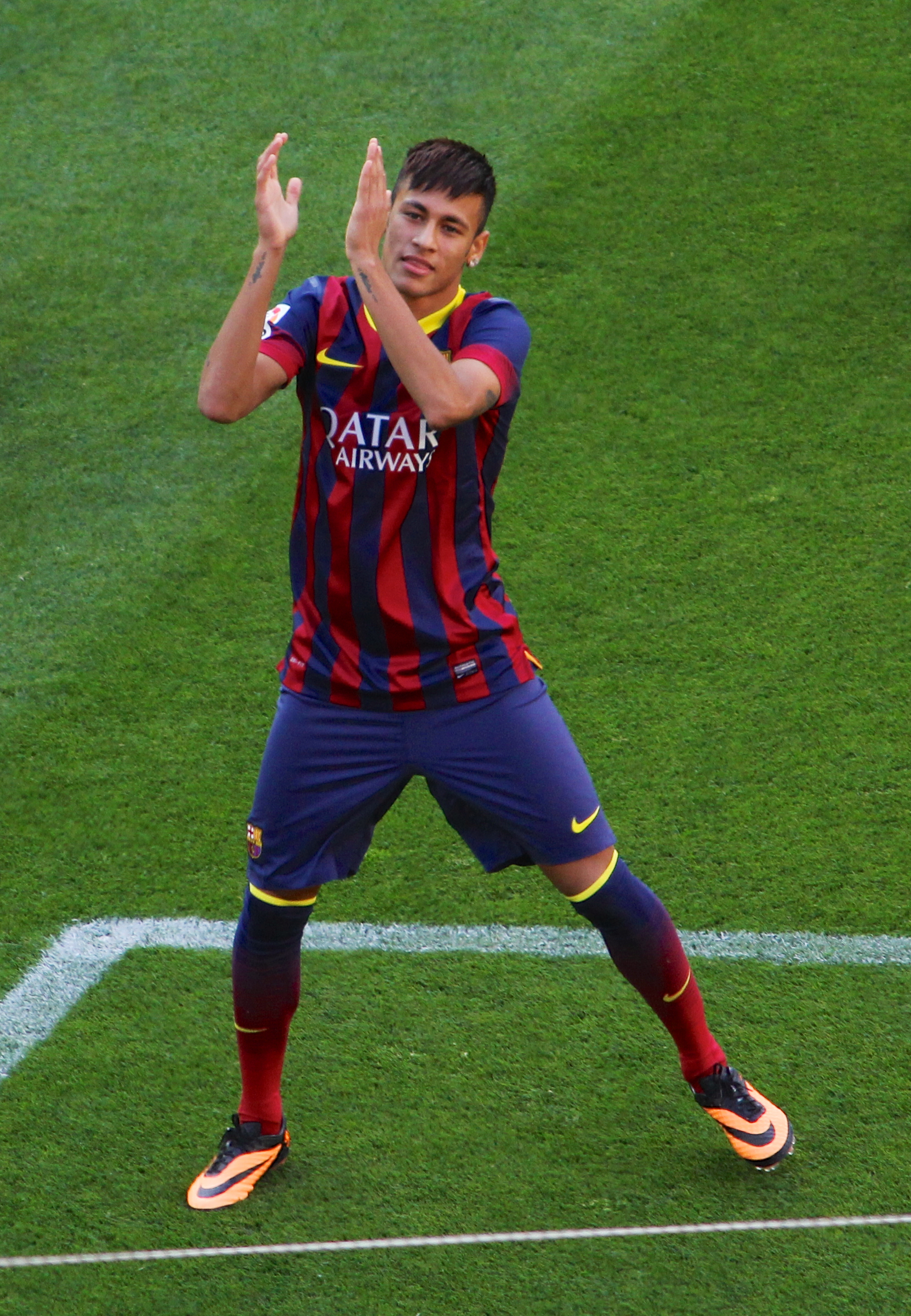
Neymar en su presentación con el Fútbol Club Barcelona.

El 23 de mayo de 2013, Santos anunció que había recibido dos ofertas por Neymar. El día siguiente, Neymar anunció que ficharía por el Fútbol Club Barcelona luego de disputar la Copa Confederaciones 2013 con Brasil. Ni Neymar ni el club revelarían detalles sobre el precio del fichaje ni los términos personales, solo se detallaron que fue un acuerdo por cinco años. El 3 de junio de 2013, Neymar fue desvelado por el Barcelona luego de completar la revisión médica y firmando el contrato que lo mantendría con el club hasta 2018.
Neymar fue presentado en el Camp Nou frente a 56 000 espectadores, un récord para un jugador brasileño. El vicepresidente del Barça, Josep Maria Bartomeu, reveló que el precio por el fichaje de Neymar fue de 57 millones de euros, y que tenía una cláusula de rescisión de más de 190 millones.

#### Investigación por transferencia
En enero de 2014, la fiscalía de Madrid empezó a investigar el precio del fichaje de Neymar por Barcelona. Los documentos presentados ante las autoridades demostraron que la información de los archivos era contradictoria. El 23 de enero, Rosell renunció a su cargo como presidente del Barcelona. Un día después, el club reveló los datos oficiales del fichaje, demostrando que se pagó 86.2 millones de euros, con los padres de Neymar confirmando que recibieron una suma de 40 millones de euros. En las secuelas de lo acontecido, Barcelona y Bartomeu fueron denunciados por fraude fiscal.

#### Adaptación a la liga (2013-14)
En el encuentro de la primera jornada de Liga 2013/14, Neymar hizo su debut en partido oficial, al entrar de cambio en el minuto 63 en la victoria por 7–0 frente al Levante UD. El 21 de agosto, marcó su primer gol oficial con el Barcelona en el primer partido de la Supercopa de España de Fútbol 2013 frente al Atlético Madrid, en el que fue su primer título con el club. El 18 de septiembre debutó en la UEFA Champions League, asistiendo a un gol de Gerard Piqué en la victoria del Barça por 4-0 contra el Ajax en el primer partido del torneo.
Su primer gol en liga fue el 24 de septiembre de 2013, en un encuentro contra la Real Sociedad, en una derrota 4-1. En su primer Barça-Madrid, el 26 de octubre de 2013, él fue el encargado de abrir el marcador en el minuto 19, clave en la victoria blaugrana por 2-1. El 11 de diciembre, Neymar anotó sus tres primeros goles en la Champions League al anotar un triplete en la victoria por 6-1 sobre el Celtic en el último partido del Grupo H del Barcelona. A pesar de dar buenas primeras impresiones, el Barcelona tuvo una temporada paupérrima bajo las órdenes de Gerardo Martino, perdiendo todas las competencias importantes y el título de liga en la última jornada ante el Atlético de Madrid. Neymar anotó 9 goles en liga, y 15 en todas las competencias.

#### Temporada histórica: triplete y máximo goleador de Champions (2014-15)
En la antesala del inicio de la temporada 2014-15, Martino fue destituido como entrenador y fue designado el exjugador culé Luis Enrique. Junto a él, llegaron los fichajes de Ivan Rakitić, y del delantero uruguayo Luis Suárez, quien a posteriori, terminaría de conformar un histórico tridente compuesto por futbolistas sudamericanos, junto al argentino Lionel Messi y el propio Neymar.
El 13 de septiembre de 2014, después de aparecer como un sustituto, Neymar marcó sus dos primeros goles de la temporada 2014-15, ayudando al equipo al derrotar al Athletic Club por 2-0. El 27 de septiembre, marcó un hat-trick ante el Granada Club de Fútbol en la victoria por 6-0 y pasó a marcar en sus próximos tres partidos de Liga, incluyendo el primer gol en la derrota 1-3 ante el Real Madrid en el Estadio Santiago Bernabéu.

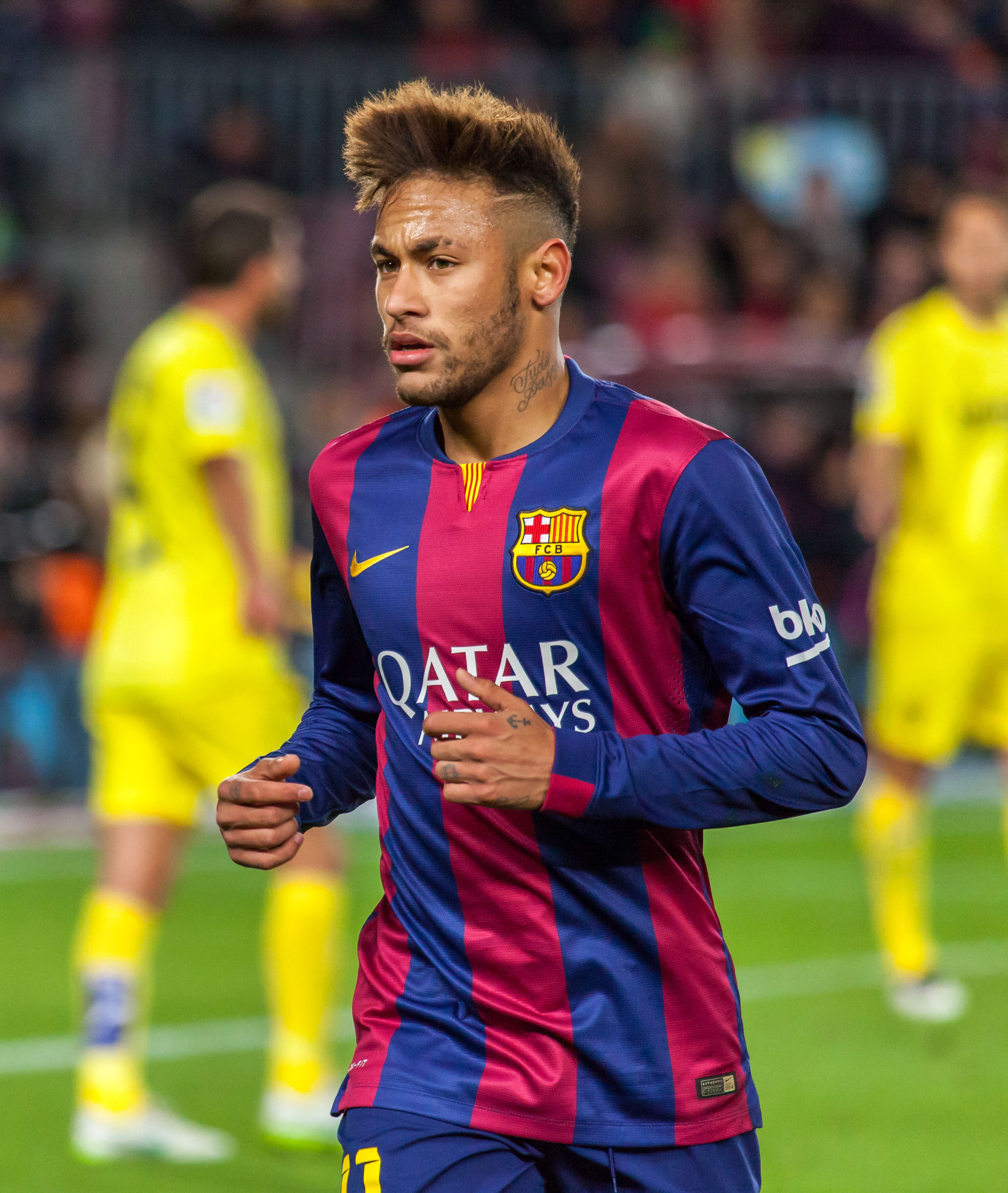
Neymar en un partido contra el Villareal en 2015.

El 24 de enero de 2015, Neymar anotó dos goles y asistió dos goles más en la victoria por 6-0 al Elche Club de Fútbol. El 28 de enero, marcó su vigésimo gol de la temporada en la victoria de cuartos de final de Copa del Rey 3-2 sobre el Atlético de Madrid. El 4 de marzo, Neymar anotó doblete en la victoria 3-1 por las semifinales de la Copa del Rey ante el Villarreal Club de Fútbol para clasificar el club a su 37.ª final de la competencia. El 21 de abril Neymar elevó su cuenta a 30 goles en la temporada al anotar dos veces en la victoria 2-0 en los cuartos de final de la Liga de Campeones de la UEFA al Paris Saint-Germain Football Club y clasificar para las semifinales.
En mayo, el mes de cierre de la temporada, Neymar anotó el último gol en la victoria por 3-0 ante el Bayern de Múnich en el partido de ida de la semifinal de la Liga de Campeones. Una semana más tarde, marcó los dos goles del equipo en la derrota 3-2 en la vuelta en el Allianz Arena para así asegurar al Barça en la final de la Liga de Campeones de la UEFA. También abrió el marcador con un cabezazo en la victoria por 2-0 de la liga contra la Real Sociedad, resultado que le dio al Barça una ventaja de cuatro puntos sobre el Real Madrid con sólo dos partidos restantes. Después de asegurar el título de Liga el 17 de mayo con una victoria por 1-0 sobre el Atlético de Madrid en el Estadio Vicente Calderón, el Barcelona derrotó al Athletic Club por 3-1 en el Camp Nou en 2015 por la final de la Copa del Rey el 30 de mayo, con Neymar anotando el segundo gol para el Barça.
El 6 de junio de 2015, Neymar anotó el tercer gol en el 3-1 de la final de la Liga de Campeones ante la Juventus de Turín en el Olympiastadion de Berlín, asegurando para el club su quinta Copa de Europa. Esto hizo que el Barcelona sea el primer equipo en la historia en ganar el triplete de Liga, Copa nacional y Copa de Europa dos veces. En una palmarés personal, se convirtió en el octavo jugador en la historia en ganar tanto la Copa Libertadores y la Liga de Campeones de la UEFA, y el primer jugador en marcar en las finales de ambas competiciones.
Neymar terminó la temporada con 39 goles en todas las competiciones y 10 en la Liga de Campeones, como el máximo goleador de dicha competencia junto con Cristiano Ronaldo y su compañero de equipo Lionel Messi. La línea de ataque formada por Neymar, Messi y Luis Suárez terminó con 122 goles, lo cual fue la cifra más elevada de una temporada para un equipo español.

#### Doblete doméstico, remontada al PSG y salida (2016-17)
Debido a que sufrió paperas, Neymar se perdió los dos primeros títulos de la temporada, la Supercopa de Europa y la Supercopa de España. El 17 de octubre, Neymar anotó cuatro goles en la victoria en casa del Barcelona 5-2 ante el Rayo Vallecano.
Debido a la ausencia de Messi por dos meses tras lesionarse los ligamentos, Neymar y Suárez se hicieron cargo del ataque del equipo. El 8 de noviembre de 2015, por la jornada 11 de La Liga anotó un doblete frente al Villareal y fue el segundo luego de dar un sombrero de espaldas a un defensor, rematando de volea. El 21 de noviembre de 2015, en el clásico español, anotó uno de los cuatro goles frente al Real Madrid y asistió en otro luego de dar un pase de taco a Andrés Iniesta. A fines de noviembre, luego de anotar un doblete a la Real Sociedad, Neymar llegaba registrado 14 goles en 12 partidos por liga. El 30 de diciembre de 2015, salió tercero en la nómina por el Balón de Oro, detrás de Messi y de Cristiano Ronaldo con un 7,86% de los votos, y fue incluido como uno de los integrantes del Mejor Equipo del Año.
Finalmente, el Barcelona de Neymar terminó la temporada ganando dos títulos más, la Liga y la Copa del Rey, en una temporada en la que el brasileño no marcó tantos goles como en la anterior pero sí dio más asistencias a sus compañeros. La temporada 16-17 fue su última en el Barcelona, en donde ganó la Copa del Rey y fue un jugador clave en la remontada al Paris Saint-Germain en octavos de final de la UEFA Champions League, en la que marcaría dos goles para terminar con un 6-1 y pasar así a cuartos de final, en los que el Barcelona acabaría siendo eliminado por la Juventus de Turín. Finalmente, antes de su polémica salida Neymar jugó la pretemporada del Barcelona en Estados Unidos a las órdenes de Ernesto Valverde y acabaría anotando tres goles decisivos para proclamarse campeones de la International Champions Cup 2017.

### Paris Saint-Germain (2017-2023)
Después de muchos días de incertidumbre, el día 3 de agosto de 2017 se confirma la llegada de Neymar al Paris Saint-Germain Football Club de la Ligue 1 de Francia el cual fue el traspaso más caro de la historia del fútbol hasta ese momento, tras pagarse su cláusula de rescisión de un total de 222 millones de euros. El Barcelona informó a la UEFA sobre tomar cualquier tipo de responsabilidad disciplinaria que podía llegar a ocurrir sobre este suceso. Según la BBC, en España la cláusula de rescisión debe ser activada por el mismo futbolista. La situación fue inusual ya que el dinero fue traspasado directamente al club, luego de que La Liga rechazara recibir el pago. Usualmente, el pago se deposita entre el club y la liga, para liberar al jugador de su contrato. Sin embargo, La Liga rechazó recibir este pago, violando la ley del Fair Play Financiero del PSG, cuyo dinero es sustentado por el estado de Catar.

#### Demanda por incumplimiento de contrato
El 27 de agosto de 2017, el FC Barcelona presentó una demanda contra Neymar, exigiendo que devolviera el bono de renovación de contrato que recibió, así como 8,5 millones de euros en daños y un 10% adicional por los atrasos. El club afirmó que se les debe dinero que Neymar recibió como parte de un bono de renovación cuando firmó un nuevo contrato en 2016. El club también solicitó al Paris Saint-Germain que asumiera la responsabilidad del pago de las tasas si el jugador no puede hacerlo él mismo. Los abogados de Neymar anunciaron que impugnarán el caso.

#### Primeras temporadas: lesiones y éxito en liga (2017-19)

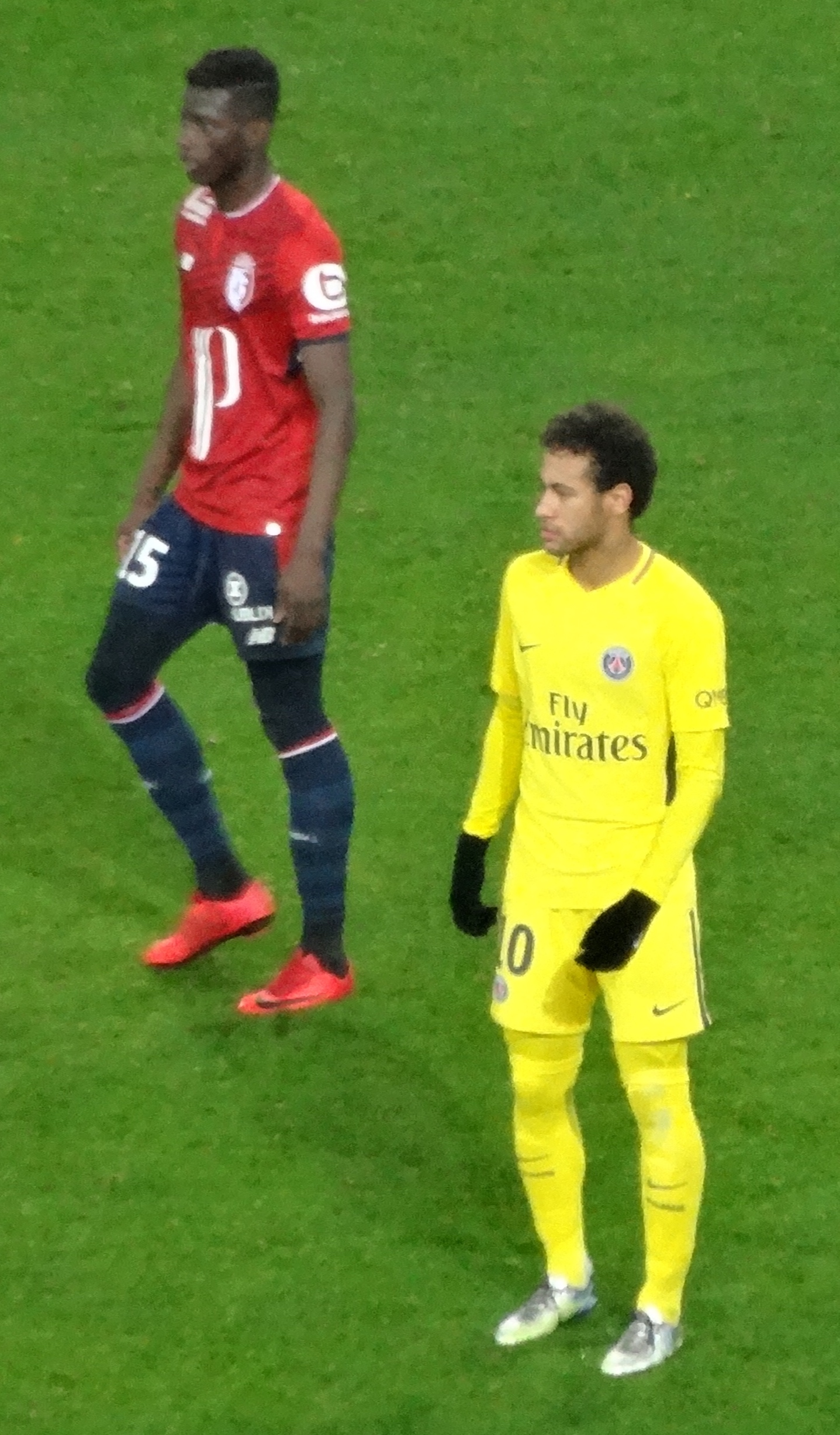
Neymar jugando para PSG en 2018.

Neymar fue presentado el 5 de agosto de 2017 en el Parque de los Príncipes, ante más de 40 000 espectadores. Se le cedió el dorsal número 10 de Javier Pastore como un regalo de bienvenida. Hizo su debut con Les Rouge-et-Bleu el 13 de agosto, anotando un gol y asistiendo en otro en la victoria por 3-0 sobre el Guingamp. En la siguiente fecha, Neymar anotó otros dos goles más a su cuenta contra el Toulouse. Formando un prolífico trío de atacantes junto al joven prodigio francés Kylian Mbappé y el delantero uruguayo Edinson Cavani, Neymar anotó en los dos partidos iniciales del PSG de la fase de grupos de la UEFA Champions League 2017-18, con el equipo ganando 5-0 al Celtic y 3-0 en casa sobre el Bayern de Múnich respectivamente.
Durante la derrota por 3-0 contra el Olympique de Marseille el 25 de febrero de 2018, Neymar se fracturó el quinto metatarsiano del pie derecho. Viajó a Belo Horizonte y se sometió a una exitosa operación en su pie. No pudo hacer otra aparición con el PSG mientras se recuperaba de la lesión y, en consecuencia, terminó su primera temporada en París con 28 goles en apenas 30 partidos, consagrándose campeón de la Ligue 1, la Copa de Francia y la Copa de la Liga.
El 12 de agosto de 2018, Neymar anotó el primer gol del PSG en la Ligue 1 2018-19 en la victoria por 3-0 sobre el Caen en el Parc des Princes. Sin embargo, volvió a sufrir otra lesión en el pie a fines de enero de 2019 que lo mantuvo fuera de la eliminatoria de octavos de final de la Liga de Campeones de su equipo contra el Manchester United F.C. Después de que el United eliminó al PSG, Neymar insultó en Instagram a los funcionarios del VAR por otorgar un penal en el tiempo de descuento al United. La UEFA sancionó a Neymar durante tres partidos por el insulto.
El 27 de abril de 2019, Neymar marcó en la final de la Copa de Francia de 2019 contra el Rennes, pero estos acabarían remontando y ganando en los penaltis. Después del partido, Neymar fue captado en un video que parecía golpear a un espectador en la cara. El espectador había estado filmando e insultando a los jugadores del PSG. El club dijo que apoyaba a Neymar "al 100 por ciento" por el incidente. Neymar admitió que estaba equivocado, pero argumentó que ni él ni nadie más podrían haberse quedado indiferentes. El técnico del PSG, Thomas Tuchel, respondió: «No es fácil subir las escaleras después de una derrota. Si perdemos, debemos mostrar respeto. No se puede entrar en conflicto con un espectador».

#### Temporada suspendida y final europea (2019-20)

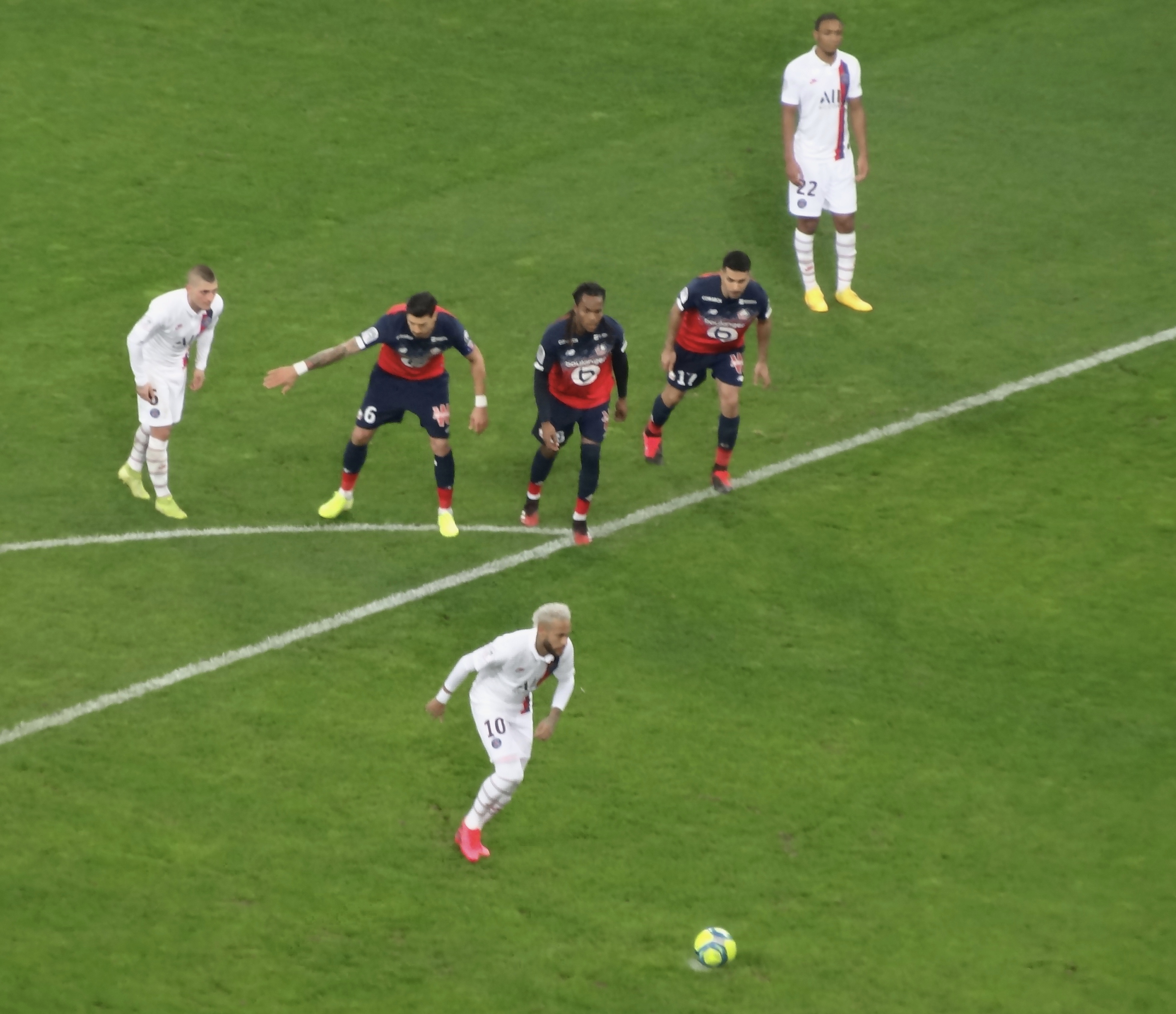
Neymar a punto de patear un penal ante el Lille. 2020.

En julio de 2019, Neymar estuvo ausente de los primeros entrenamientos con el PSG, y el club habló de medidas disciplinarias. Antes de la fecha límite de transferencia a fines de agosto, Neymar acordó quedarse en el PSG después de que se rompieron las conversaciones sobre un posible regreso al Barcelona.
Neymar hizo su primera aparición con el PSG en la temporada 2019-20 el 14 de septiembre de 2019, en la victoria por 1-0 sobre el Estrasburgo en la Ligue 1. Marcó el gol de la victoria en el tiempo de descuento de la segunda parte con una chilena. Una semana después, volvió a anotar un gol sobre el final, en el partido en el que el PSG derrotó al Lyon por 1-0 en el Parc Olympique Lyonnais.
Volvió a sufrir una lesión en el tendón de la corva en octubre mientras estaba con la selección de Brasil, y volvió a jugar con el PSG durante el partido de la fase de grupos de la Liga de Campeones contra el Real Madrid el 26 de noviembre en un empate 2-2. El 18 de febrero de 2020, en los octavos de final de la Liga de Campeones contra el Borussia Dortmund, marcó un gol de visitante crucial en el partido de ida en el Signal Iduna Park, ya que el PSG perdió 2-1. En el partido de vuelta, el equipo de Neymar remontó al Dortmund ganando el partido 2-0 (3-2 en el global). Marcó un cabezazo de un córner de Ángel Di María y también realizó una jugada que llevó a su compañero, Juan Bernat, a marcar el segundo gol.
Neymar ganó su tercer título de liga después de que el PSG obtuviera la Ligue 1, ya que la temporada terminó temprano debido a la pandemia de COVID-19. El 24 de julio de 2020, en el primer partido profesional del Paris Saint-Germain después de la pandemia, Neymar anotó el único gol de su equipo en la victoria por 1-0 sobre el Saint-Étienne en la final de la Copa de Francia, ganando su segundo título de la competencia con el club. El 31 de julio, el Paris Saint-Germain ganó la final de la Copa de la Liga 2020 por 6-5 en los penaltis sobre el Lyon, luego de un empate 0-0 en la prórroga, en el que el equipo completó un triplete nacional, con Neymar anotando uno de los penaltis. En los cuartos de final de la Liga de Campeones contra el Atalanta el 12 de agosto, asistió el gol del empate en el tiempo de descuento en una eventual victoria por 2-1. En la semifinal contra el RB Leipzig, asistió a un gol en la victoria por 3-0, que hizo llegar al PSG a la final de la Liga de Campeones por primera vez en su historia; El equipo finalmente perdió 1-0 ante el Bayern de Múnich el 23 de agosto.

#### Controversia, goles y lesiones (2020-2022)
Neymar se perdió el primer partido de la temporada 2020-21 porque había dado positivo por COVID-19 una semana antes; El PSG perdió el partido contra Lens por 1-0. Sin embargo, volvió a los entrenamientos antes del partido contra el Marsella el 13 de septiembre de 2020. El PSG perdió el Le Classique por primera vez desde 2011 cuando el OM ganó 1-0 en un partido que tuvo 14 tarjetas amarillas y 5 tarjetas rojas entregadas por el árbitro, incluida una de cada una a Neymar. Se vio envuelto en un altercado con Álvaro González en el minuto 97 del partido, en medio de una trifulca que estalló entre los jugadores del PSG y del OM, en donde Neymar denunció haber sido abusado racialmente por Álvaro, luego de ser expulsado por golpearlo en la nuca.
Posteriormente, Neymar respondió en las redes sociales, ya que el defensa español negó haber hecho comentarios racistas durante el partido. El 16 de septiembre, Neymar recibió una sanción de dos partidos por sus acciones; La LFP también inició una investigación sobre los supuestos comentarios racistas de Álvaro. Varios días antes de la decisión tomada por la liga francesa, la emisora de radio española Cadena SER afirmó tener imágenes de Neymar abusando racialmente del jugador OM Hiroki Sakai. El 30 de septiembre, LaLiga decidió que ni Álvaro ni Neymar recibirían suspensiones, porque las pruebas de sus delitos eran insuficientes. Además, al día siguiente del fallo, Sakai negó en las redes sociales que Neymar hubiera hecho comentarios racistas hacia él.
Neymar anotó sus dos primeros goles de la temporada en la victoria por 6-1 contra Angers el 2 de octubre, que lo hizo entrar en la lista de los diez máximos goleadores de la historia del PSG al ponerse a la altura de Raí con 72 tantos. El 28 de octubre, Neymar sufrió una lesión en el aductor en un partido contra el İstanbul Başakşehir, y abandonó el terreno de juego después de 26 minutos de juego. Regresó a la acción como suplente en la derrota por 3-2 ante el Mónaco el 20 de noviembre y marcó su primer gol tras recuperarse de su lesión en la victoria por 1-0 ante el RB Leipzig en la UEFA Champions League el 24 noviembre.
El 28 de noviembre, Neymar anotó su gol número 50 en la Ligue 1, convirtiendo un penalti en el empate 2-2 del PSG contra el FC Girondins de Bordeaux. Esto lo convirtió en el jugador más rápido en la historia del club en alcanzar 50 goles en liga, al hacerlo en solo 58 partidos. Cuatro días después, el 2 de diciembre, marcó dos goles en la victoria por 3-1 de la Liga de Campeones contra el Manchester United en Old Trafford. En el último partido del grupo del PSG, Neymar anotó el tercer triplete de su carrera en la Liga de Campeones contra el İstanbul Başakşehir, ya que su equipo ganó 5-1 y se clasificó para la fase eliminatoria como ganadores de grupo. Se convirtió en el primer jugador en la historia de la Copa de Europa y la Liga de Campeones en marcar 20 goles para dos clubes diferentes, marcando 21 goles con el Barcelona en 40 partidos y 20 con el PSG en 25 partidos.
En la derrota por 1-0 ante el Lyon el 13 de diciembre, Neymar sufrió una lesión en el tobillo tras una entrada de Thiago Mendes y tuvo que ser retirado del campo en camilla. Evitó una fractura, pero estuvo fuera de acción durante tres semanas debido a un esguince. Su regreso resultó ser exactamente un mes después de su lesión, el 13 de enero de 2021, en la victoria por 2-1 sobre el Marsella en el Trophée des Champions, con Neymar anotando el gol de la victoria de penalti.

#### Recuperación de forma y nueva lesión que pone fin a la temporada (2022-2023)
Después de su decepcionante forma en la temporada anterior y con el cambio en la política de transferencia del club, se vinculó a Neymar con una posible salida del club, pero la falta de posibles pretendientes desbarató un movimiento potencial, a pesar de que el asesor de fútbol del PSG, Luis Campos, desestimó esos rumores afirmando que Neymar era parte del proyecto del club. Rápidamente recuperó la forma de su temporada anterior, comenzando la temporada anotando un gol y brindando un triplete de asistencias en la victoria por 5-0 contra Clermont el 6 de agosto. Como parte de su prolífico trío de ataque junto a Kylian Mbappé y Lionel Messi, el 21 de agosto, los tres anotaron y ayudaron con Neymar anotando dos veces y registrando tres asistencias más en la victoria del PSG por 7-1 sobre el Lille. Después de registrar 13 aportes de goles en sus primeros cinco partidos de liga, Neymar fue nombrado Jugador del Mes de la Ligue 1 en agosto.
El 6 de marzo de 2023, el PSG anunció que Neymar sería operado en Doha por una nueva recaída en su vieja lesión y de esta manea queda descartado para lo que resta de temporada.

### Al-Hilal Saudi (2023-2025)
El 15 de agosto de 2023, el Al-Hilal Saudi F. C. hace oficial el traspaso del jugador desde el Paris Saint-Germain por una cifra de 80 millones de euros (a lo que habría que añadir bonus por objetivos) y un contrato millonario: firma por dos temporadas por un total de 200 millones de euros en concepto de salarios, que podrían llegar a más de 350 si se añaden conceptos publicitarios.
Neymar habría sufrido una lesión de gravedad en un partido de eliminatorias con la selección brasileña contra la similar uruguaya, sumado a una recaída posterior que habría hecho que solo dispute 4 partidos en su primera temporada, luego de 371 días volvería al equipo entrando durante el minuto 75' por la fase de grupos de la AFC Champions League contra el Al Ain.
Por la misma competencia, Neymar volvería a sumar minutos contra el Esteghlal FC, Ney ingresaría en el minuto 58 pero volvería a salir de la cancha en el 87 al sufrir una nueva lesión. El 27 de enero de 2025, se hizo oficial la recesión del contrato entre Ney y el equipo saudí, donde su participación en el equipo habría sido mayoritariamente nula debido a las lesiones.

### Regreso a Santos (2025-act)
El 30 de enero de 2025, Neymar hizo oficial su vuelta al Santos F. C. con un vídeo emotivo en Instagram. Llegó en condición de jugador libre, estaba por ser cedido desde el Al-Hilal, sin embargo el equipo saudí se negó, por lo que el brasilero rescindió el contrato y regresó al Peixa.
Ney comenzó la pretemporada inmediatamente al unirse al equipo y disputar el Campeonato Paulista, en sus primeros partidos de aclimatación no pudo desplegar su mejor juego, pero con el paso del tiempo asentó nuevamente su estilo de juego característico, el 23 de febrero durante el campeonato regional, marcó un gol olímpico contra el Inter de Limeira, el gol se lo dedicó a la misma hinchada, que previamente, se encargo de tratar de enfurecerlo con reiterativos insultos, Ney estaría ausente por precaución física en el partido de semifinales del paulista contra Corinthians, partido que acabarían perdiendo y con esto concluir su participación en el campeonato regional.

## Selección nacional

### Categorías inferiores

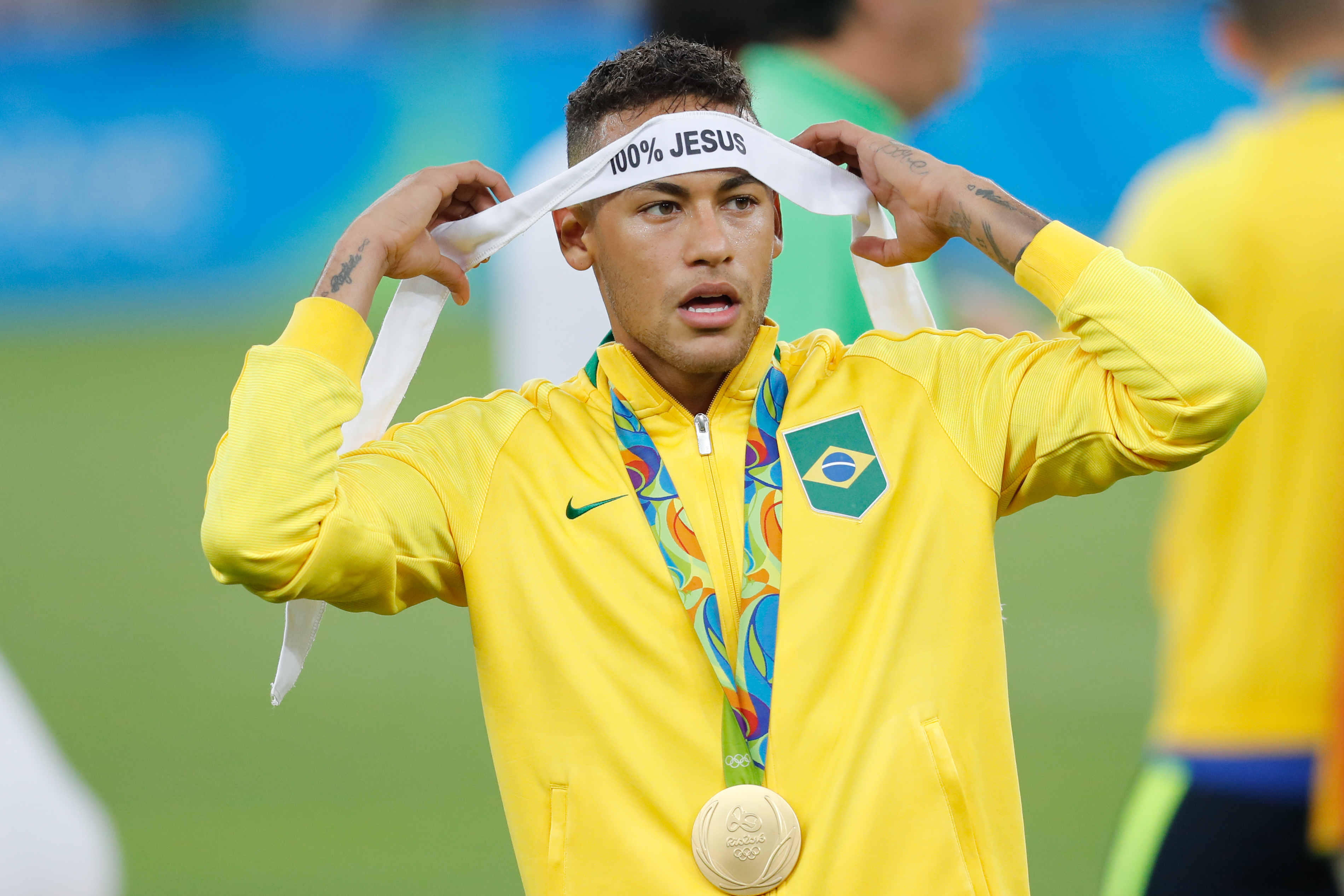
Neymar con la medalla de oro de Río 2016.

Formó parte de la plantilla de Brasil para el Mundial Sub-17 2009 realizado en Nigeria, jugando 3 partidos y anotando 1 gol, el cual se lo convirtió a Japón.
En 2011 formó parte de la plantilla de Brasil para disputar el Campeonato Sudamericano Sub-20 de 2011 que se disputó en Perú. En este torneo Neymar fue la figura y goleador anotando 9 goles en 7 partidos.
En julio de 2012 fue incluido por Mano Menezes en la lista de 18 jugadores que integraron el equipo olímpico brasilero que compitió en los Juegos Olímpicos de Londres de 2012. En el primer partido ante Egipto, anotó un gol de cabeza. El partido acabó 3-2. En el segundo ante Bielorrusia, anotó otra vez pero de tiro libre y con él, puso el 2-1 en el marcador. En ese mismo partido, regateó a dos jugadores y dio una magnífica asistencia de tacón a Oscar para que anotara el 3-1 definitivo. En el tercero y último de la fase de grupos, se enfrentaron a Nueva Zelanda. Neymar empezó marcando un gol pero fue anulado. Brasil ganó 3-0 con goles de Danilo, Damião y Sandro y consiguió su tercera victoria consecutiva y se clasificó para los cuartos de final. Brasil gana 3-2 a Honduras. Mario Martínez le dio la ventaja a Honduras luego de meter la pelota en la portería brasileña en el minuto 12. Honduras se quedó con 10 hombres tras la expulsión de Crisanto en el minuto 32. El hondureño tuvo que salir del campo después de que el árbitro le sacara dos tarjetas amarillas en menos de un minuto. Apenas seis minutos después, Damião anotó para hacer el empate. En el segundo tiempo, Roger Espinoza anotó el 2-1 a favor de Honduras, pero Neymar consiguió poner las tablas de nuevo en el marcador. Poco después, Damião logró el 3-2. Cayeron derrotados en la Final por México por el resultado de 2-1 con dos goles de Oribe Peralta, el primero a los 28 segundos de comenzar el partido y el Segundo en el minuto 75. Hulk anotó el único Gol de la Canarinha en el minuto 90. Los jugadores de la selección pentacampeona recibieron la medalla de plata.

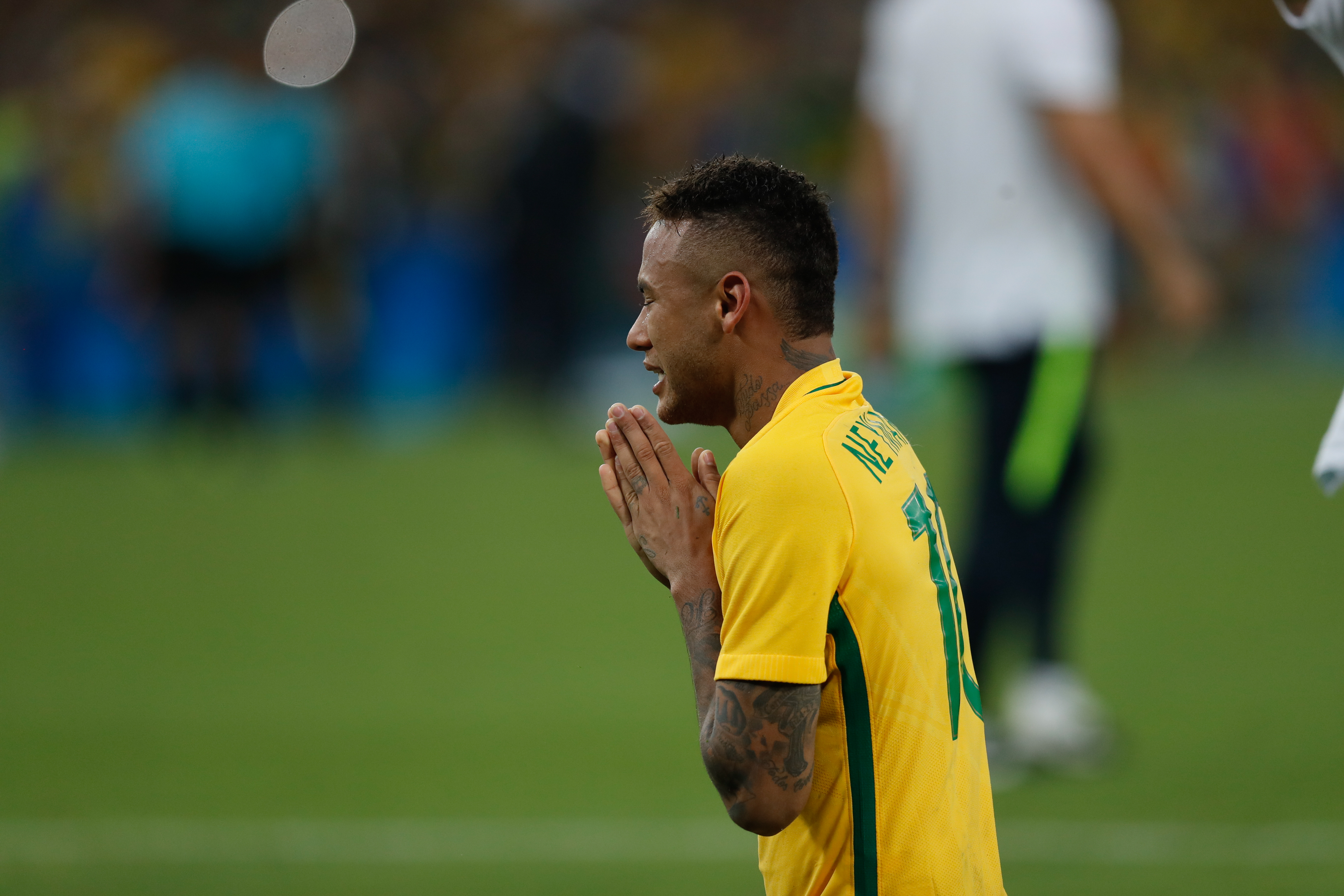
Neymar al marcar el penalti que le daría el oro olímpico.

Ya en 2016 Neymar decidió participar en los JJOO de Río de Janeiro 2016 con la obligación de revertir el resultado de la anterior cita olímpica, esto en desmedro de su participación en la Copa América Centenario 2016 debido a que su club no le permitió jugar en ambas competencias. Volvió a su país con la ilusión de conseguir una prezea especialmente escurridiza para la Canarinha, más aún por el hecho de ser local en la cita de los anillos. Comenzó en el torneo capitaneando a Brasil en el partido frente a Sudáfrica terminando en empate sin goles, repitiéndose el mismo resultado ante Irak. En el partido final del Grupo A, la verdeamarelha obtuvo un triunfo clave ante Dinamarca por un contundente 4-0 consiguiendo de paso la punta del grupo, esto luego de las críticas recibidas en los dos cotejos anteriores dirigidas especialmente al rendimiento de Neymar. Para los Cuartos de final la Canarinha enfrentó a Colombia, Neymar abrió la senda del triunfo con un gol de tiro libre a los 12 minutos, luego cometió una fuerte falta a un futbolista colombiano que derivó en un fuerte altercado entre ambas selecciones, para más adelante ya en el final de la segunda parte asistir a Luan para el 2-0 definitivo. En Semifinales el duelo fue ante la sorpresa del torneo Honduras, el encuentro finalizó con un categórico 6-0 con 2 goles de Neymar, uno de penal y el otro tiene el récord de ser el más rápido de los Juegos Olímpicos con 20 segundos. Ya en la gran Final se revivió el "Mineirazo" entre el local Brasil y Alemania, el partido inició de buena manera para los brasileños con la anotación de tiro libre de Neymar, pero en el segundo tiempo el capitán alemán Max Meyer convirtió el empate con el cual finalizaría el tiempo reglamentario. Al no haberse hecho daño ninguno de los equipos, en el alargue se tuvo que recurrir a la definición a penales, en la cual Alemania inició con la anotación de Matthias Ginter que fue igualada por Marquinhos, el 1-2 fue hecho por Niklas Suele para luego ser empatada Renato Augusto, Alemania estuvo en ventaja de nuevo con la diana de Julian Brandt mientras que Brasil volvió a empatar con Luan, el 3-4 fue de Serge Gnabry y Rafinha sin fallar puso el empate a 4, ya en el penal final de la serie para los germanos el arquero Weverton atajó el lanzamiento de Nils Petersen, quedando Neymar con la responsabilidad máxima de anotar para el histórico triunfo brasileño, con un negativo historial por detrás y una presión desbordante Neymar convirtió el gol del triunfo para Brasil obteniendo de esta forma el único título que la Canarinha no había conseguido en toda su historia.

#### Resumen de goles internacionales
| 1 | 24 de octubre de 2009 | Teslim Balogun, Lagos, Nigeria | Brasil - Japón | 3 - 2 | Copa Mundial Sub-17 |

| 1 | 17 de enero de 2011   | Jorge Basadre, Tacna, Perú            | Brasil - Paraguay | 4 - 2 | Campeonato Sudamericano Sub-20 |
| 2 | 17 de enero de 2011   | Jorge Basadre, Tacna, Perú            | Brasil - Paraguay | 4 - 2 | Campeonato Sudamericano Sub-20 |
| 3 | 17 de enero de 2011   | Jorge Basadre, Tacna, Perú            | Brasil - Paraguay | 4 - 2 | Campeonato Sudamericano Sub-20 |
| 4 | 17 de enero de 2011   | Jorge Basadre, Tacna, Perú            | Brasil - Paraguay | 4 - 2 | Campeonato Sudamericano Sub-20 |
| 5 | 20 de enero de 2011   | Jorge Basadre, Tacna, Perú            | Brasil - Colombia | 3 - 1 | Campeonato Sudamericano Sub-20 |
| 6 | 31 de enero de 2011   | Monumental de la UNSA, Arequipa, Perú | Brasil - Chile    | 5 - 1 | Campeonato Sudamericano Sub-20 |
| 7 | 31 de enero de 2011   | Monumental de la UNSA, Arequipa, Perú | Brasil - Chile    | 5 - 1 | Campeonato Sudamericano Sub-20 |
| 8 | 12 de febrero de 2011 | Monumental de la UNSA, Arequipa, Perú | Brasil - Uruguay  | 6 - 0 | Campeonato Sudamericano Sub-20 |
| 9 | 12 de febrero de 2011 | Monumental de la UNSA, Arequipa, Perú | Brasil - Uruguay  | 6 - 0 | Campeonato Sudamericano Sub-20 |

| 1 | 20 de julio de 2012  | Riverside, Middlesbrough, UK         | Brasil - Reino Unido | 2 - 0 | Amistoso          |
| 2 | 26 de julio de 2012  | Millennium, Cardiff, UK              | Brasil - Egipto      | 3 - 2 | JJOO Londres 2012 |
| 3 | 29 de julio de 2012  | Old Trafford, Mánchester, UK         | Brasil - Bielorrusia | 3 - 1 | JJOO Londres 2012 |
| 4 | 4 de agosto de 2012  | St James' Park, Newcastle, UK        | Brasil - Honduras    | 3 - 2 | JJOO Londres 2012 |
| 5 | 13 de agosto de 2016 | Arena Corinthians, São Paulo, Brasil | Brasil - Colombia    | 2 - 0 | JJO Río 2016      |
| 6 | 17 de agosto de 2016 | Maracaná, Río de Janeiro, Brasil     | Brasil - Honduras    | 6 - 0 | JJO Río 2016      |
| 7 | 17 de agosto de 2016 | Maracaná, Río de Janeiro, Brasil     | Brasil - Honduras    | 6 - 0 | JJO Río 2016      |
| 8 | 20 de agosto de 2016 | Maracaná, Río de Janeiro, Brasil     | Brasil - Alemania    | 1 - 1 | JJO Río 2016      |

### Selección absoluta

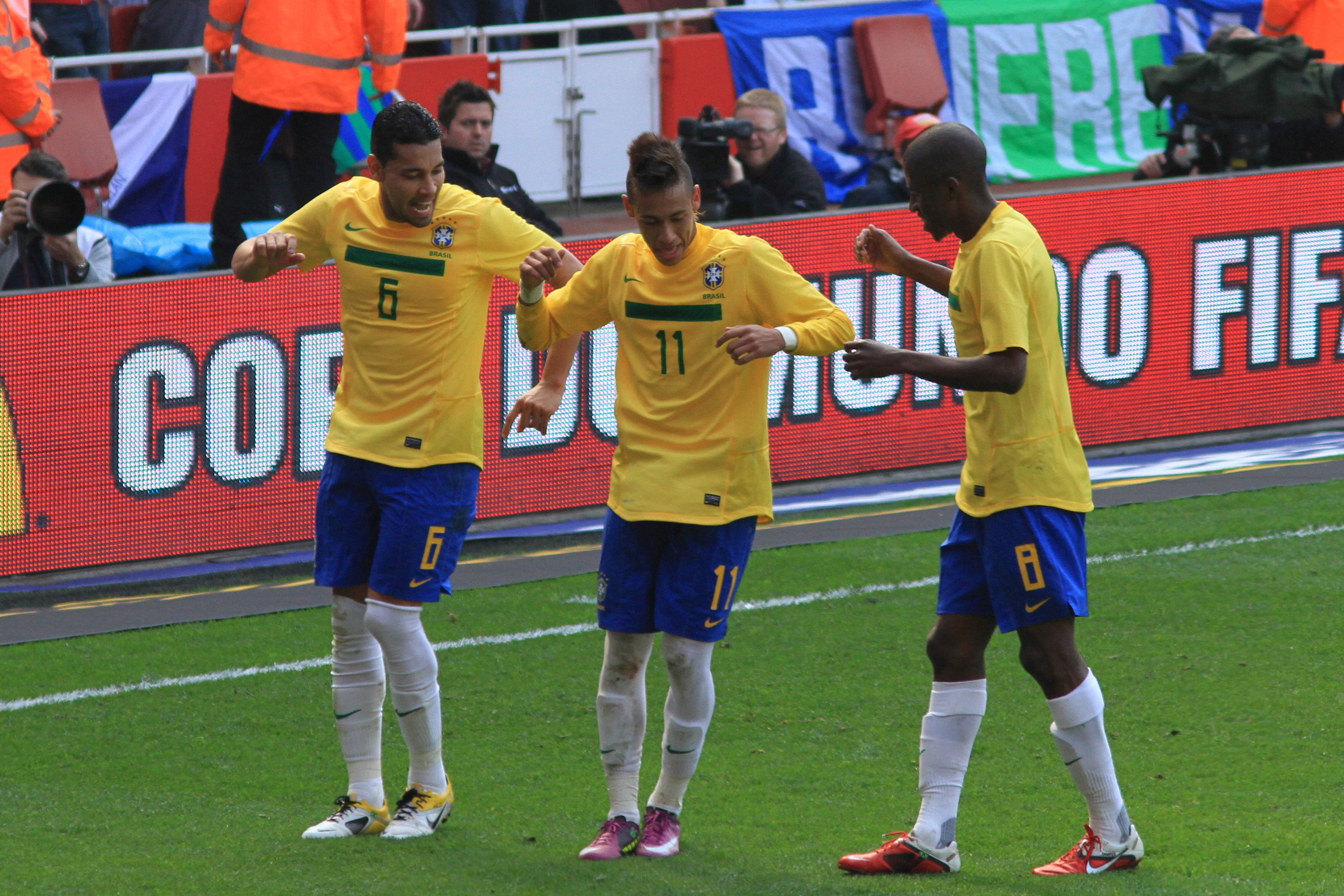
Neymar celebrando su gol contra, en marzo de 2011.

El 26 de julio de 2010, Neymar fue seleccionado por primera vez en la selección mayor de Brasil por el nuevo entrenador Mano Menezes para disputar un partido amistoso contra los Estados Unidos en East Rutherford, Nueva Jersey. El 10 de agosto, hizo su debut con la selección en ese juego, con 18 años de edad, comenzando el partido y vistiendo la camiseta número 11. Anotó un gol en su debut a los 28 minutos, un cabezazo proveniente de un cruce de André Santos en la victoria de 2-0 para Brasil.
El 27 de marzo de 2011, anotó dos veces en la victoria de 2-0 ante Escocia en el Emirates Stadium. Durante el partido contra Escocia, un plátano fue arrojado en el terreno de juego luego de que anotó un gol desde el punto de penalti, lo que llevó a Neymar a quejarse de las «burlas constantes y una atmósfera de racismo», dando a entender que los aficionados escoceses exhibieron racismo. Si bien las autoridades escocesas explicaron que Neymar fue abucheado únicamente por fingir una supuesta lesión, un estudiante alemán que había estado en el estadio entre los partidarios de Brasil reveló que arrojó el plátano sin alguna intención racista. Esto llevó a que la Asociación Escocesa de Fútbol solicitara una disculpa por las acusaciones hechas a los aficionados escoceses a la Confederación Brasileña de Fútbol. A pesar de que la acusación de racismo de Neymar parecía haber sido refutada, se negó a disculparse o retractarse de sus palabras afirmando que «no acusó a ninguna persona o cualquier grupo de seguidores».
Tras las actuaciones de Neymar para el equipo Sub-17 de Brasil en la Copa Mundial Sub-17 de 2009 en la que anotó un gol en el partido de inauguración contra Japón los exfutbolistas brasileños Pelé y Romário al parecer le insistieron al entrenador Dunga para que llevara a Neymar a la Copa Mundial de 2010. Aunque la opinión generalizada de que Neymar se merecía un puesto en la selección de Dunga llegó al extremo de una petición de 14 000 firmas, y a pesar de la enorme presión que tuvo Dunga para que seleccionara a Neymar, este fue omitido tanto en la plantilla de 23 jugadores, como en la lista de espera. Aunque Dunga describió a Neymar como un jugador "extremadamente talentoso", afirmó que no había sido probado lo suficiente a nivel internacional para ganarse un lugar en la Copa del mundo y que no había impresionado lo suficiente en sus actuaciones internacionales.

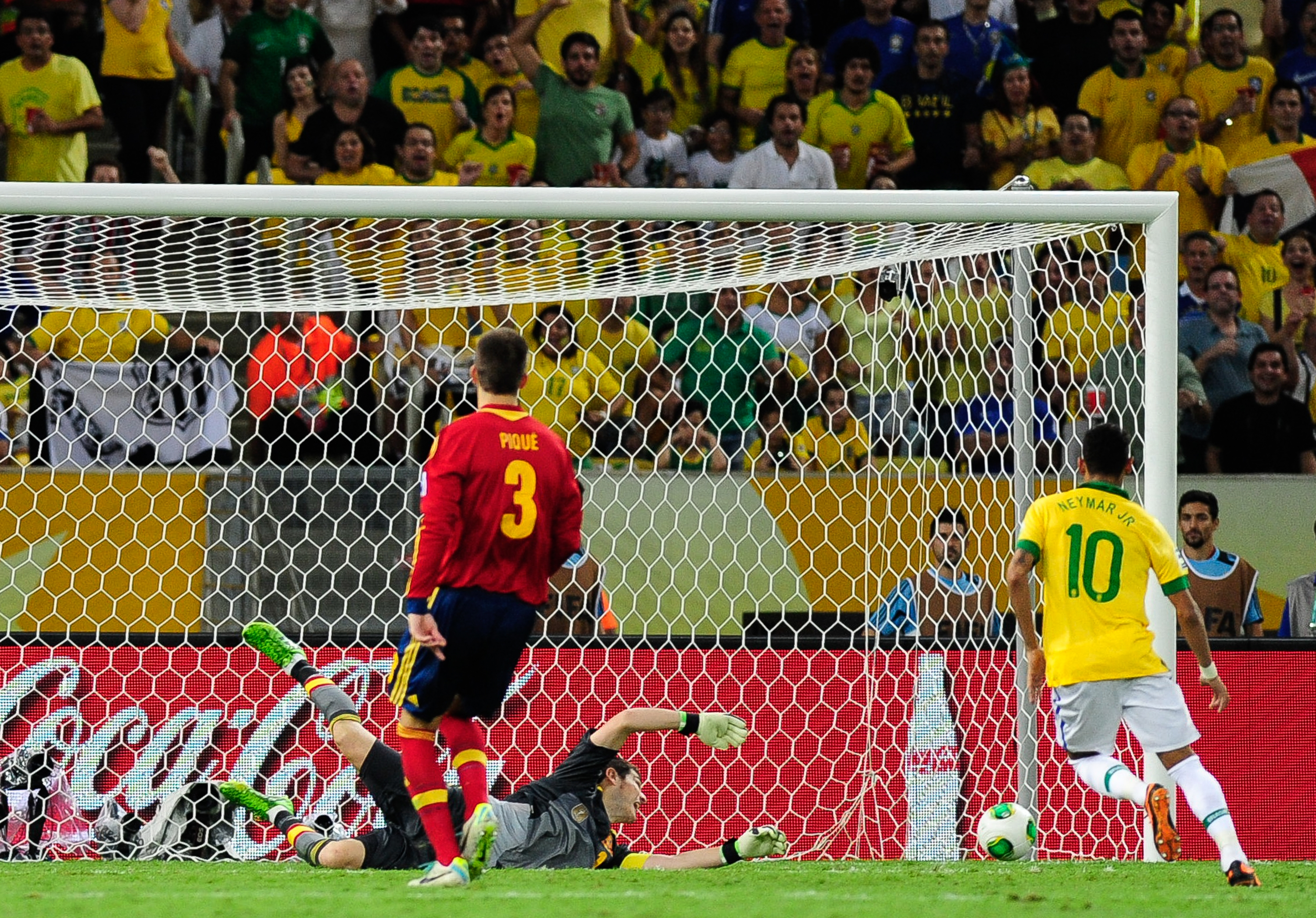
Neymar en la final de la Copa Confederaciones 2013 contra en el que el cuadro ganó 3 a 0.

Participó en la Copa América de 2011 en Argentina, donde anotó dos goles en el primer partido contra Ecuador. Fue seleccionado como el Hombre del Partido ante Venezuela. Brasil cayó eliminada en los cuartos de final a manos de Paraguay, partido en el que llegaron hasta la tanda de penaltis.

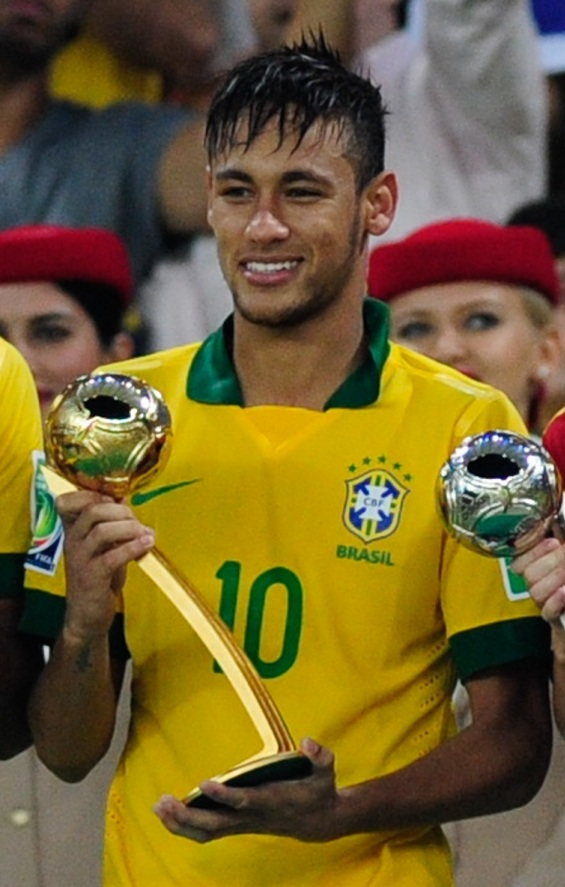
Neymar fue el mejor jugador de la Copa Confederaciones 2013.

El 7 de septiembre de 2012, jugaron su primer partido amistoso antes de la Copa Mundial. Consiguieron ganar por 1-0 a Sudáfrica. Neymar y la Canarinha fueron abucheados debido al pobre resultado obtenido ante una Selección fácil. El 10 de septiembre del mismo año, ganaron 8-0 a China, recuperándose así del mal resultado anterior. Neymar marcó 3 goles y los 5 restantes, los marcaron Lucas, Hulk, Oscar, Jianye en propia puerta y Ramires. Marcó su primera tripleta con la Selección y recibió el Nitro Premio al Hombre del Partido. El 11 de octubre, volvieron a golear a otra Selección, esta vez a Irak. Ganaron por 6-0 con dos goles de Oscar, uno de Kaká, uno de Hulk, uno de Neymar y otro de Lucas. El 16 de octubre, volvieron a ganar a Japón por 4-0 con un gol de Paulinho, dos de Neymar y uno de Kaká.
Brasil ganó a Argentina por 2-1 con un gol de penalti en el descuento anotado por Neymar que dio vida a la Canarinha en el Superclásico de las Américas después de haber sido maniatado por sus rivales. Juan Manuel Martínez anotó el gol de los Argentinos en una trenzada jugada colectiva en el minuto 19, Paulinho igualó a continuación en una jugada a balón parado en posible fuera de juego y Neymar salvó los muebles a los 93 minutos desde el punto de los once metros, en este partido jugado en la ciudad de Goiânia. En el partido de vuelta jugado en el estadio La Bombonera de Argentina, volvieron a quedar 2-1 pero la victoria fue para los Argentinos. Empezó marcando Ignacio Scocco de penalti pero a los 2 minutos, Fred empató. A los 6 minutos, Scocco volvió a poner a su selección por delante haciendo el 2-1, el resultado final. Se fueron a los penaltis y allí ganó Brasil por 3-4 después de que Juan Manuel Martínez y Montillo fallaran los dos primeros penaltis para Argentina. También marcó el portero Agustín Orión pero finalmente marcó Neymar para dar la victoria a su equipo y volver a ganar el Superclásico por segunda vez consecutiva.

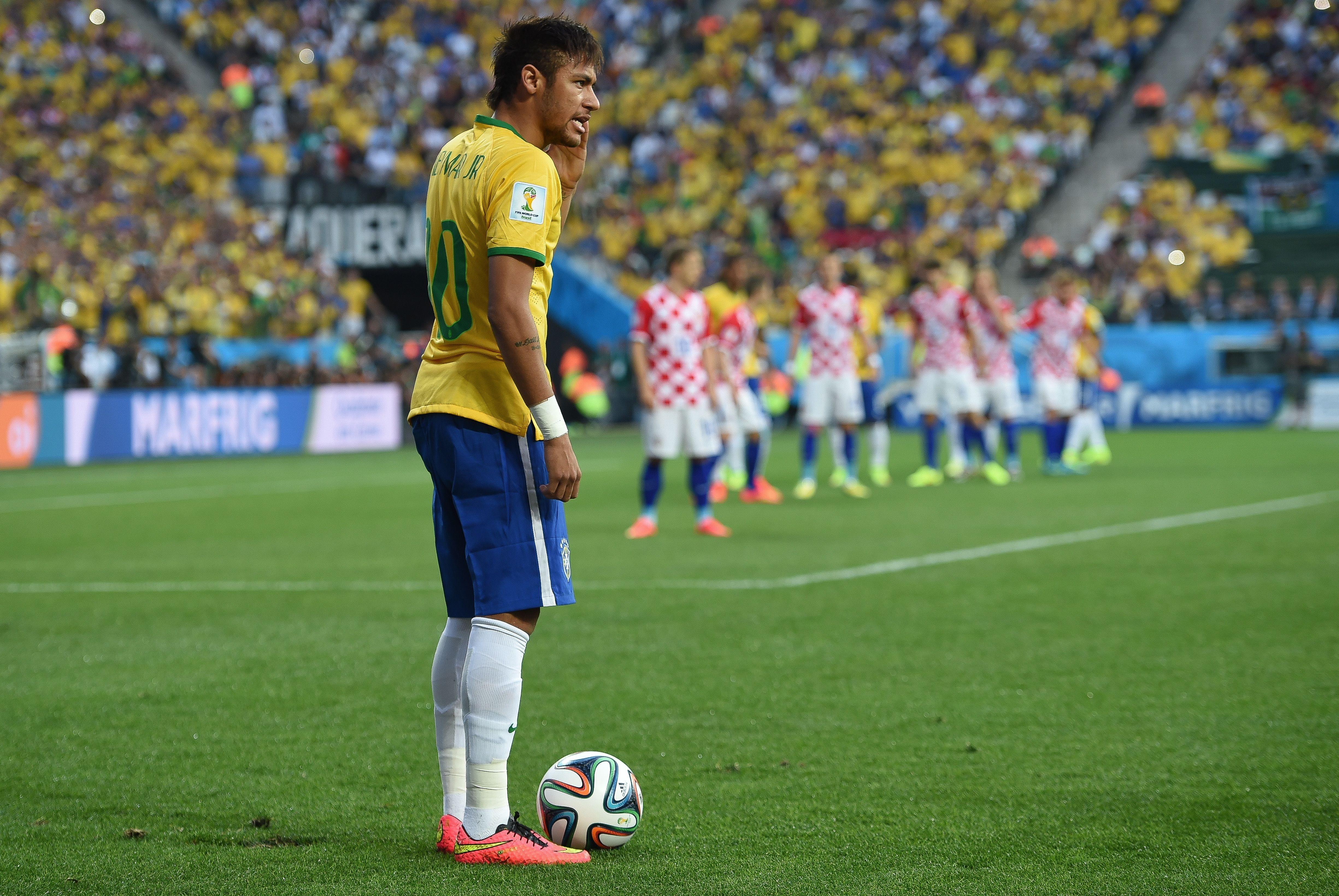
Neymar ante en el Mundial 2014.

El 14 de mayo de 2013 se confirma la convocatoria de Brasil para la Copa Confederaciones incluyendo a Neymar como una de las principales figuras del equipo. Aún resistido por los aficionados de la Verdeamarela Neymar disputó el campeonato en un gran nivel, fue nombrado como mejor jugador del partido en 4 de los 5 partidos que disputó Brasil camino al título. En la final contra España Neymar marcó el 2-0 a los 44 minutos del primer tiempo y participó en la jugada del 3.er tanto dejando pasar el balón sin tocarlo para que Fred anotara el lapidario 3-0, Neymar terminó siendo galardonado con el Balón de Oro como el mejor jugador del torneo y fue ovacionado por el público.

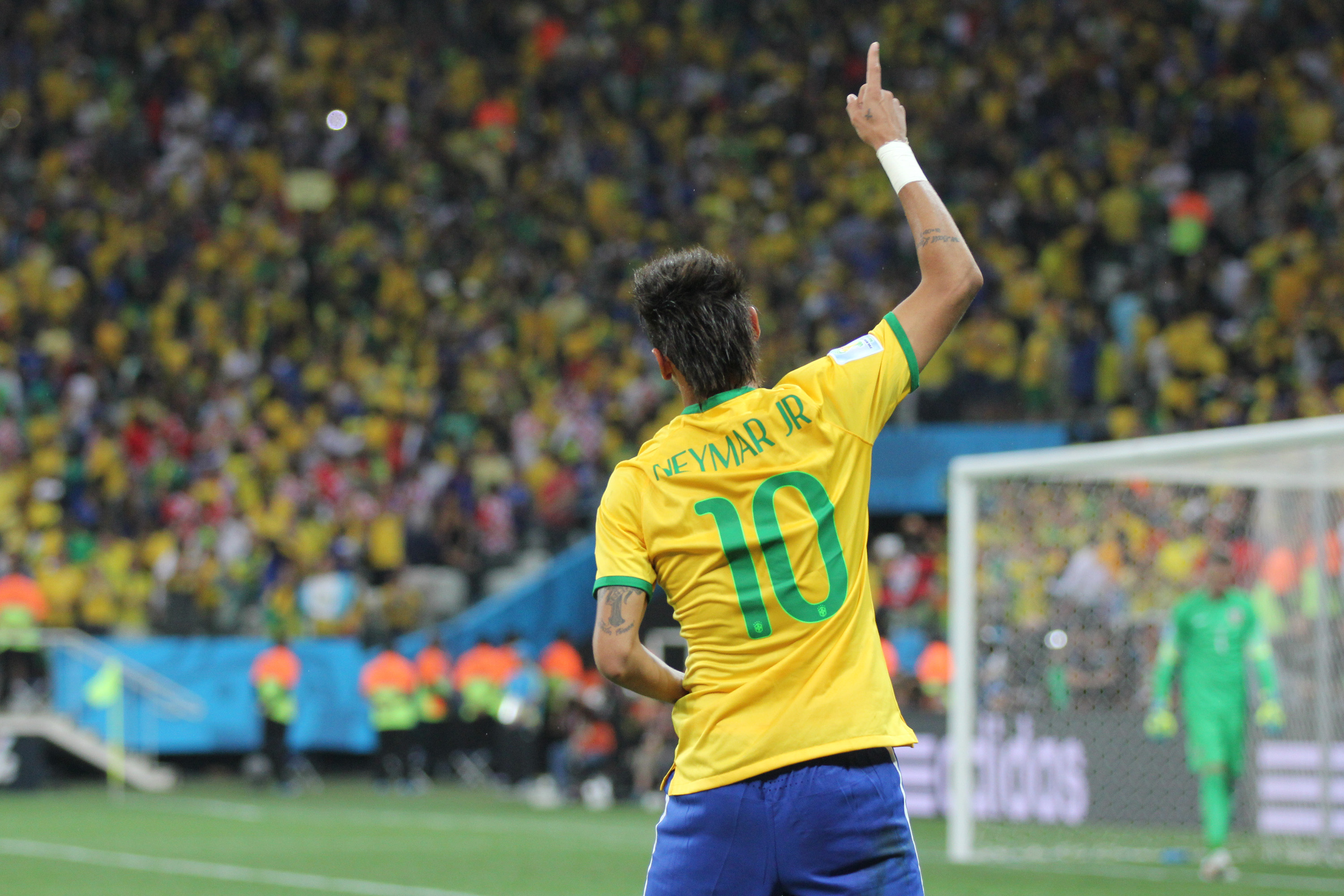
Neymar celebrando un gol, en el partido de inauguración de la Copa Mundial de Fútbol de 2014.

El 24 de abril de 2014, el entrenador de la selección brasileña, Luiz Felipe Scolari, confirmó que Neymar estaría entre los 23 jugadores que representarían a Brasil en la Copa Mundial de 2014. Su inclusión fue ratificada el 7 de mayo de 2014 cuando Scolari publicó la lista final jugadores.
El 3 de junio de 2014, en una amistoso previo a la Copa Mundial, la selección brasileña venció por un marcador final de 4-0 ante la selección de Panamá, anotando Neymar el primer gol de tiro libre. Después anotarían Daniel Alves, Givanildo Vieira de Souza y William.
El 12 de junio debutaría por primera vez en un mundial ante Croacia donde tuvo un excelente rendimiento, los croatas cayeron 3-1 con goles de Marcelo en propia puerta, Oscar en tiempo compensatorio y Neymar marcando dos goles, que lo convirtió en el jugador del partido, el último gol de Neymar fue de penal, muy polémico ya que según los espectadores Fred había fingido una falta dentro del área. También recibió tarjeta amarilla y fue sustituido por precaución al minuto 87 por Ramires. «Fue un mejor debut de lo que imaginaba», confesó Neymar después de su gran rendimiento y su debut en el primer partido del mundial. El 4 de julio en el partido de cuartos de final en que Brasil derrotó a Colombia, sufrió la fractura de la tercera vértebra lumbar tras recibir un golpe con la rodilla por parte de Camilo Zúñiga y se quedó fuera del torneo.
En 2015 es convocado por el técnico de la selección brasileña Dunga para disputar la Copa América 2015. En el segundo partido de la fase de grupos contra la selección colombiana es expulsado tras una agresión a un jugador de la selección cafetera con el partido ya terminado. La comisión disciplinaria de la Conmebol lo ha suspendido por 4 fechas por lo que se perderá el resto de la copa América, de no llegar a la final o al partido de tercer puesto será cumplido en la eliminatoria a la Copa Mundial 2018 o en la Copa América Centenario.
La Copa Mundial de 2018 fue la segunda de Neymar con la selección brasileña. Fue la estrella de su selección, que no pudo pasar de los cuartos de final de la competición. Al año siguiente, se lesionó y no pudo disputar la Copa América 2019 realizada en su país natal, Brasil, donde fueron campeones.
Neymar fue incluido en la lista final para el Mundial de Catar 2022. Tuvo participación en el primer partido, sin embargo sufrió una lesión que lo dejó fuera de la primera fase del Campeonato Mundial. Reapareció de manera brillante para los octavos y cuartos de final, en los que marcó un gran gol en la prórroga frente a Croacia pero que no fue suficiente para llegar a las semifinales, ya que su selección fue eliminada en la tanda de penaltis.
Resumen según posiciones obtenidas a nivel selección
| Torneo                         | Categoría                      | Sede                           | Resultado                      | Partidos | Goles | Asistencias |
| ------------------------------ | ------------------------------ | ------------------------------ | ------------------------------ | -------- | ----- | ----------- |
| Copa Mundial Sub-17 2009       | Sub-17                         | Nigeria                        | Primera fase                   | 3        | 1     | 0           |
| Sudamericano Sub-20 de 2011    | Sub-20                         | Perú                           | Campeón                        | 7        | 9     | 3           |
| Juegos Olímpicos 2012          | Sub-23                         | Londres                        | Subcampeón                     | 6        | 3     | 4           |
| Juegos Olímpicos 2016          | Sub-23                         | Río de Janeiro                 | Campeón                        | 6        | 4     | 3           |
| Total en selecciones juveniles | Total en selecciones juveniles | Total en selecciones juveniles | Total en selecciones juveniles | 22       | 17    | 10          |
| Copa Confederaciones 2013      | Absoluta                       | Brasil                         | Campeón                        | 5        | 4     | 2           |
| Total                          | Total                          | Total                          | Total                          | 5        | 4     | 2           |
| Copa Mundial FIFA 2014         | Absoluta                       | Brasil                         | Cuarto lugar                   | 5        | 4     | 1           |
| Copa Mundial FIFA 2018         | Absoluta                       | Rusia                          | Cuartos de final               | 5        | 2     | 2           |
| Copa Mundial FIFA 2022         | Absoluta                       | Catar                          | Cuartos de final               | 3        | 2     | 1           |
| Total                          | Total                          | Total                          | Total                          | 13       | 8     | 4           |
| Copa América 2011              | Absoluta                       | Argentina                      | Cuartos de final               | 4        | 2     | 0           |
| Copa América 2015              | Absoluta                       | Chile                          | Cuartos de final               | 2        | 1     | 1           |
| Copa América 2021              | Absoluta                       | Brasil                         | Subcampeón                     | 6        | 2     | 3           |
| Total                          | Total                          | Total                          | Total                          | 12       | 5     | 4           |
| Total en selección absoluta    | Total en selección absoluta    | Total en selección absoluta    | Total en selección absoluta    | 29       | 16    | 10          |

## Estilo de juego
Descrito como «un verdadero fenómeno», Neymar juega principalmente en las posiciones de delantero centro, segundo delantero, extremo y, en menor medida, mediocampista ofensivo. Destacado por su capacidad para anotar y sus habilidades de creación, es el quinto mayor goleador del Paris Saint-Germain F. C. y su séptimo asistidor histórico. Suele jugar como el delantero de la izquierda en la formación 4–3–3, tanto en su club como en su país, debido a su notable aceleración y habilidades de creación; esta posición le permite disparar con su pie hábil y asistir a sus compañeros. Dentro de sus aptitudes destacan su creatividad, visión, pase, definición, regate, finta, toque, y técnica, es referido como un jugador «eléctrico» y «explosivo».

## Estadísticas

### Clubes
| Club | Div.          | Temporada     | Liga  | Liga  | Liga   | Regional (1) | Regional (1) | Regional (1) | Copas (2) | Copas (2) | Copas (2) | Internacional (3) | Internacional (3) | Internacional (3) | Total (4) | Total (4) | Total (4) | Media goleadora |
| Club | Div.          | Temporada     | Part. | Goles | Asist. | Part.        | Goles        | Asist.       | Part.     | Goles     | Asist.    | Part.             | Goles             | Asist.            | Part.     | Goles     | Asist.    | Media goleadora |
| --- | ------------- | ------------- | ----- | ----- | ------ | ------------ | ------------ | ------------ | --------- | --------- | --------- | ----------------- | ----------------- | ----------------- | --------- | --------- | --------- | --------------- |
| Santos F. C. · Brasil | 1.ª           | 2009          | 33    | 10    | 7      | 12           | 3            | 2            | 3         | 1         | 0         | -                 | -                 | -                 | 48        | 14        | 9         | 0.29            |
| Santos F. C. · Brasil | 1.ª           | 2010          | 31    | 17    | 9      | 19           | 14           | 7            | 8         | 11        | 5         | 2                 | 0                 | 1                 | 60        | 42        | 22        | 0.70            |
| Santos F. C. · Brasil | 1.ª           | 2011          | 21    | 13    | 5      | 11           | 4            | 2            | -         | -         | -         | 15                | 7                 | 3                 | 47        | 24        | 10        | 0.51            |
| Santos F. C. · Brasil | 1.ª           | 2012          | 17    | 14    | 7      | 16           | 20           | 8            | -         | -         | -         | 14                | 9                 | 4                 | 47        | 43        | 19        | 0.91            |
| Santos F. C. · Brasil | 1.ª           | 2013          | 1     | 0     | 0      | 18           | 12           | 7            | 4         | 1         | 2         | -                 | -                 | -                 | 23        | 13        | 9         | 0.57            |
| F. C. Barcelona · España | 1.ª           | 2013-14       | 26    | 9     | 10     | Inexistentes | Inexistentes | Inexistentes | 5         | 2         | -         | 10                | 4                 | 5                 | 41        | 15        | 15        | 0.37            |
| F. C. Barcelona · España | 1.ª           | 2014-15       | 33    | 22    | 9      | Inexistentes | Inexistentes | Inexistentes | 6         | 7         | 1         | 12                | 10                | 1                 | 51        | 39        | 11        | 0.76            |
| F. C. Barcelona · España | 1.ª           | 2015-16       | 34    | 24    | 16     | Inexistentes | Inexistentes | Inexistentes | 5         | 4         | 2         | 10                | 3                 | 7                 | 49        | 31        | 25        | 0.63            |
| F. C. Barcelona · España | 1.ª           | 2016-17       | 30    | 13    | 15     | Inexistentes | Inexistentes | Inexistentes | 6         | 3         | 3         | 9                 | 4                 | 9                 | 45        | 20        | 27        | 0.44            |
| F. C. Barcelona · España | Total club    | Total club    | 123   | 68    | 50     | 0            | 0            | 0            | 22        | 16        | 6         | 41                | 21                | 22                | 186       | 105       | 78        | 0.57            |
| Paris Saint-Germain Francia | 1.ª           | 2017-18       | 20    | 19    | 13     | Inexistentes | Inexistentes | Inexistentes | 3         | 3         | 0         | 7                 | 6                 | 3                 | 30        | 28        | 16        | 0.93            |
| Paris Saint-Germain Francia | 1.ª           | 2018-19       | 17    | 15    | 8      | Inexistentes | Inexistentes | Inexistentes | 5         | 3         | 3         | 6                 | 5                 | 2                 | 28        | 23        | 13        | 0.82            |
| Paris Saint-Germain Francia | 1.ª           | 2019-20       | 15    | 13    | 6      | Inexistentes | Inexistentes | Inexistentes | 5         | 3         | 2         | 7                 | 3                 | 4                 | 27        | 19        | 12        | 0.7             |
| Paris Saint-Germain Francia | 1.ª           | 2020-21       | 18    | 9     | 6      | Inexistentes | Inexistentes | Inexistentes | 4         | 2         | 2         | 9                 | 6                 | 3                 | 31        | 17        | 11        | 0.59            |
| Paris Saint-Germain Francia | 1.ª           | 2021-22       | 22    | 13    | 6      | Inexistentes | Inexistentes | Inexistentes | 0         | 0         | 0         | 6                 | 0                 | 2                 | 28        | 13        | 8         | 0.46            |
| Paris Saint-Germain Francia | 1.ª           | 2022-23       | 20    | 13    | 11     | Inexistentes | Inexistentes | Inexistentes | 3         | 3         | 3         | 6                 | 2                 | 3                 | 29        | 18        | 17        | 0.62            |
| Paris Saint-Germain Francia | Total club    | Total club    | 112   | 82    | 50     | 0            | 0            | 0            | 20        | 14        | 10        | 41                | 22                | 17                | 173       | 118       | 77        | 0.68            |
| Al-Hilal Saudi F. C. Arabia Saudita | 1.ª           | 2023-24       | 3     | 0     | 3      | —            | —            | —            | -         | -         | -         | 2                 | 1                 | 0                 | 5         | 1         | 3         | 0.2             |
| Al-Hilal Saudi F. C. Arabia Saudita | 1.ª           | 2024-25       | —     | —     | —      | —            | —            | —            | -         | -         | -         | 2                 | 0                 | 0                 | 2         | 0         | 0         | 0               |
| Al-Hilal Saudi F. C. Arabia Saudita | Total club    | Total club    | 3     | 0     | 3      | 0            | 0            | 0            | 0         | 0         | 0         | 4                 | 1                 | 0                 | 7         | 1         | 3         | 0.14            |
| Santos F. C. · Brasil | 1.ª           | 2025          | 11    | 3     | 0      | 7            | 3            | 3            | 1         | 0         | 0         | —                 | —                 | —                 | 19        | 6         | 3         | 0.32            |
| Santos F. C. · Brasil | Total club    | Total club    | 114   | 57    | 28     | 83           | 56           | 29           | 16        | 13        | 7         | 31                | 16                | 8                 | 244       | 142       | 72        | 0.58            |
| Total carrera | Total carrera | Total carrera | 352   | 207   | 131    | 83           | 56           | 29           | 58        | 43        | 23        | 117               | 60                | 47                | 610       | 366       | 230       | 0.6             |
| (1) Incluye datos del Campeonato Paulista (2009-13; 2025-presente). (2) Incluye datos de la Copa de Brasil (2009-13) / Supercopa de España, Copa del Rey (2013-17) / Copa de Francia, Copa de la Liga de Francia, Supercopa de Francia (2017-23). (3) Incluye datos de la Copa Sudamericana, Copa Libertadores, Recopa Sudamericana (2010-12) / Mundial de Clubes (2011-15) / Liga de Campeones (2013-23). (4) No incluye goles en partidos amistosos. |               |               |       |       |        |              |              |              |           |           |           |                   |                   |                   |           |           |           |                 |

### Selecciones
Actualizado al último partido disputado el 24 de marzo de 2022.
| Selección | Temporada     | Amistosos | Amistosos | Amistosos | Continental (1) | Continental (1) | Continental (1) | Mundial (2) | Mundial (2) | Mundial (2) | Total | Total | Total  | Media goleadora |
| Selección | Temporada     | Part.     | Goles     | Asist.    | Part.           | Goles           | Asist.          | Part.       | Goles       | Asist.      | Part. | Goles | Asist. | Media goleadora |
| --- | ------------- | --------- | --------- | --------- | --------------- | --------------- | --------------- | ----------- | ----------- | ----------- | ----- | ----- | ------ | --------------- |
| Sub-20 · Brasil | 2011          |           |           | —         | 7               | 9               | 2               | —           | —           | —           | 7     | 9     | 2      | 1.29            |
| Sub-20 · Brasil | Total         | 0         | 0         | 0         | 7               | 9               | 2               | 0           | 0           | 0           | 7     | 9     | 2      | 1.29            |
| Olímpica · Brasil | 2012          | 1         | 1         | 1         | —               |                 |                 | 6           | 3           | 4           | 7     | 4     | 5      | 0.57            |
| Olímpica · Brasil | 2016          | 1         | 0         | 1         | —               |                 |                 | 6           | 4           | 3           | 7     | 4     | 4      | 0.57            |
| Olímpica · Brasil | Total         | 2         | 1         | 2         | 0               | 0               | 0               | 12          | 7           | 7           | 14    | 8     | 9      | 0.57            |
| Absoluta · Brasil | 2010          | 2         | 1         | 0         | —               |                 |                 | —           | —           | —           | 2     | 1     | 0      | 0.50            |
| Absoluta · Brasil | 2011          | 9         | 5         | 2         | 4               | 2               | 0               | —           | —           | —           | 13    | 7     | 2      | 0.54            |
| Absoluta · Brasil | 2012          | 12        | 9         | 9         | —               |                 |                 | —           | —           | —           | 12    | 9     | 9      | 0.75            |
| Absoluta · Brasil | 2013          | 14        | 6         | 8         | —               |                 |                 | 5           | 4           | 2           | 19    | 10    | 10     | 0.53            |
| Absoluta · Brasil | 2014          | 9         | 11        | 3         | —               |                 |                 | 5           | 4           | 1           | 14    | 15    | 4      | 1.07            |
| Absoluta · Brasil | 2015          | 5         | 3         | 0         | 4               | 1               | 1               | —           | —           | —           | 9     | 4     | 1      | 0.44            |
| Absoluta · Brasil | 2016          |           |           | —         | 6               | 4               | 5               | —           | —           | —           | 6     | 4     | 5      | 0.67            |
| Absoluta · Brasil | 2017          | 2         | 1         | 0         | 6               | 2               | 3               | —           | —           | —           | 8     | 3     | 3      | 0.38            |
| Absoluta · Brasil | 2018          | 8         | 5         | 6         | —               |                 |                 | 5           | 2           | 1           | 13    | 7     | 7      | 0.54            |
| Absoluta · Brasil | 2019          | 5         | 1         | 1         | —               |                 |                 | —           | —           | —           | 5     | 1     | 1      | 0.20            |
| Absoluta · Brasil | 2020          | -         | -         | -         | 2               | 3               | 2               | —           | —           | —           | 2     | 3     | 2      | 1.50            |
| Absoluta · Brasil | 2021          | -         | -         | -         | 13              | 6               | 9               | —           | —           | —           | 13    | 6     | 9      | 0.46            |
| Absoluta · Brasil | 2022          | 4         | 4         | 2         | 1               | 1               | 0               | 3           | 2           | 1           | 8     | 7     | 3      | 0.87            |
| Absoluta · Brasil | 2023          | -         | -         | -         | 4               | 2               | 3               | -           | -           | -           | 4     | 2     | 3      | 1               |
| Total | Total         | 70        | 46        | 31        | 40              | 21              | 23              | 18          | 12          | 5           | 128   | 79    | 59     | 0.63            |
| Total carrera | Total carrera | 72        | 47        | 33        | 47              | 30              | 25              | 30          | 19          | 12          | 149   | 96    | 70     | 0.65            |
| (1) Incluye los partidos del Sudamericano Sub-20 (2011); Copa América / Clasificatorias Sudamericanas (2011-Act.). (2) Incluye los partidos de la Copa FIFA Confederaciones (2013); Juegos Olímpicos (2012-16). |               |           |           |           |                 |                 |                 |             |             |             |       |       |        |                 |

### Clubes goleados en Liga de Campeones por orden alfabético
- Neymar es el decimoséptimo máximo goleador con 41 goles, por detrás de los 44 de Didier Drogba
- Rival al que más goles marcó: Celtic F.C. con 7
- Rival al que más veces enfrentó: Manchester City con 10
- Cantidad de rivales a los que marcó: 17
- A: Ajax, Anderlecht, Arsenal, Atlético de Madrid
- B: BATE Borisov, Bayern Múnich, Borussia Dortmund
- C: Celtic
- E: Estambul Basaksehir, Estrella Roja de Belgrado
- G: Galatasaray
- J: Juventus
- L: Leipzig, Liverpool
- M: Manchester City, Manchester United
- P: París Saint-Germain

### Hat-tricks
| 1  | 15 de abril de 2010      | Urbano Caldeira, Santos                  | Santos F. C. - Guarani F. C.              |  | 8 - 1 | Copa de Brasil 2010                               |
| 2  | 21 de noviembre de 2010  | Serra Dourada, Goiânia                   | Goiás E. C. - Santos F. C.                |  | 1 - 4 | Campeonato Brasileño 2010                         |
| 3  | 17 de enero de 2011      | Jorge Basadre, Tacna                     | Brasil Sub-20 - Paraguay Sub-20           |  | 4 - 2 | Sudamericano Sub-20 2011                          |
| 4  | 29 de octubre de 2011    | Pacaembú, São Paulo                      | Santos F. C. - Atlético Paranaense        |  | 4 - 1 | Campeonato Brasileño 2011                         |
| 5  | 10 de febrero de 2012    | Santa Cruz, Ribeirão Preto               | Botafogo - Santos F. C.                   |  | 1 - 4 | Campeonato Paulista 2012                          |
| 6  | 7 de marzo de 2012       | Pacaembú, São Paulo                      | Santos F. C. - Internacional              |  | 3 - 1 | Copa Libertadores 2012                            |
| 7  | 30 de marzo de 2012      | Pacaembú, São Paulo                      | Santos F. C. - Americana                  |  | 5 - 0 | Campeonato Paulista 2012                          |
| 8  | 29 de abril de 2012      | Morumbi, São Paulo                       | São Paulo - Santos F. C.                  |  | 1 - 3 | Campeonato Paulista 2012                          |
| 9  | 11 de septiembre de 2012 | Arruda, Recife                           | Brasil - China                            |  | 8 - 0 | Amistoso                                          |
| 10 | 3 de noviembre de 2012   | Raimundo Sampaio, Belo Horizonte         | Cruzeiro - Santos F. C.                   |  | 0 - 4 | Campeonato Brasileño 2012                         |
| 11 | 13 de abril de 2013      | Antonio Guimarães, São Paulo             | Unión Barbarense - Santos F. C.           |  | 0 - 4 | Campeonato Paulista 2013                          |
| 12 | 11 de diciembre de 2013  | Camp Nou, Barcelona                      | F. C. Barcelona - Celtic F. C.            |  | 6 - 1 | Liga de Campeones de la UEFA 2013-14              |
| 13 | 5 de marzo de 2014       | FNB Stadium, Johannesburgo               | Sudáfrica - Brasil                        |  | 0 - 5 | Amistoso                                          |
| 14 | 27 de septiembre de 2014 | Camp Nou, Barcelona                      | F. C. Barcelona - Granada C. F.           |  | 6 - 0 | Primera División de España 2014-15                |
| 15 | 14 de octubre de 2014    | Stadium Singapore, Kallang               | Brasil - Japón                            |  | 4 - 0 | Amistoso                                          |
| 16 | 17 de octubre de 2015    | Camp Nou, Barcelona                      | F. C. Barcelona - Rayo Vallecano          |  | 5 - 2 | Primera División de España 2015-16                |
| 17 | 14 de mayo de 2017       | Gran Canaria, Las Palmas de Gran Canaria | U. D. Las Palmas - F. C. Barcelona        |  | 1 - 4 | Primera División de España 2016-17                |
| 18 | 17 de enero de 2018      | Parc des Princes, París                  | Paris Saint-Germain - Dijon F. C. O.      |  | 8 - 0 | Ligue 1 2017-18                                   |
| 19 | 3 de octubre de 2018     | Parc des Princes, París                  | Paris Saint-Germain - Estrella Roja       |  | 6 - 1 | Liga de Campeones de la UEFA 2018-19              |
| 20 | 13 de octubre de 2020    | Estadio Nacional, Lima                   | Perú - Brasil                             |  | 2 - 4 | Clasificación de Conmebol para el Mundial de 2022 |
| 21 | 9 de diciembre de 2020   | Parc des Princes, París                  | Paris Saint-Germain - Estambul Başakşehir |  | 5 - 1 | Liga de Campeones de la UEFA 2020-21              |

### Resumen estadístico
| Competición             | Partidos | Goles | Asistencias | Goles y asistencias |
| ----------------------- | -------- | ----- | ----------- | ------------------- |
| Primera División        | 341      | 204   | 131         | 335                 |
| Regional                | 76       | 53    | 26          | 79                  |
| Copas nacionales        | 57       | 43    | 23          | 66                  |
| Torneos Internacionales | 117      | 60    | 47          | 107                 |
| Selección absoluta      | 128      | 79    | 59          | 138                 |
| Selección olímpica      | 14       | 8     | 9           | 17                  |
| Selección sub-20        | 7        | 9     | 2           | 11                  |
| Selección sub-17        | 3        | 1     | 0           | 1                   |
| Total carrera           | 743      | 457   | 297         | 754                 |

## Vida personal

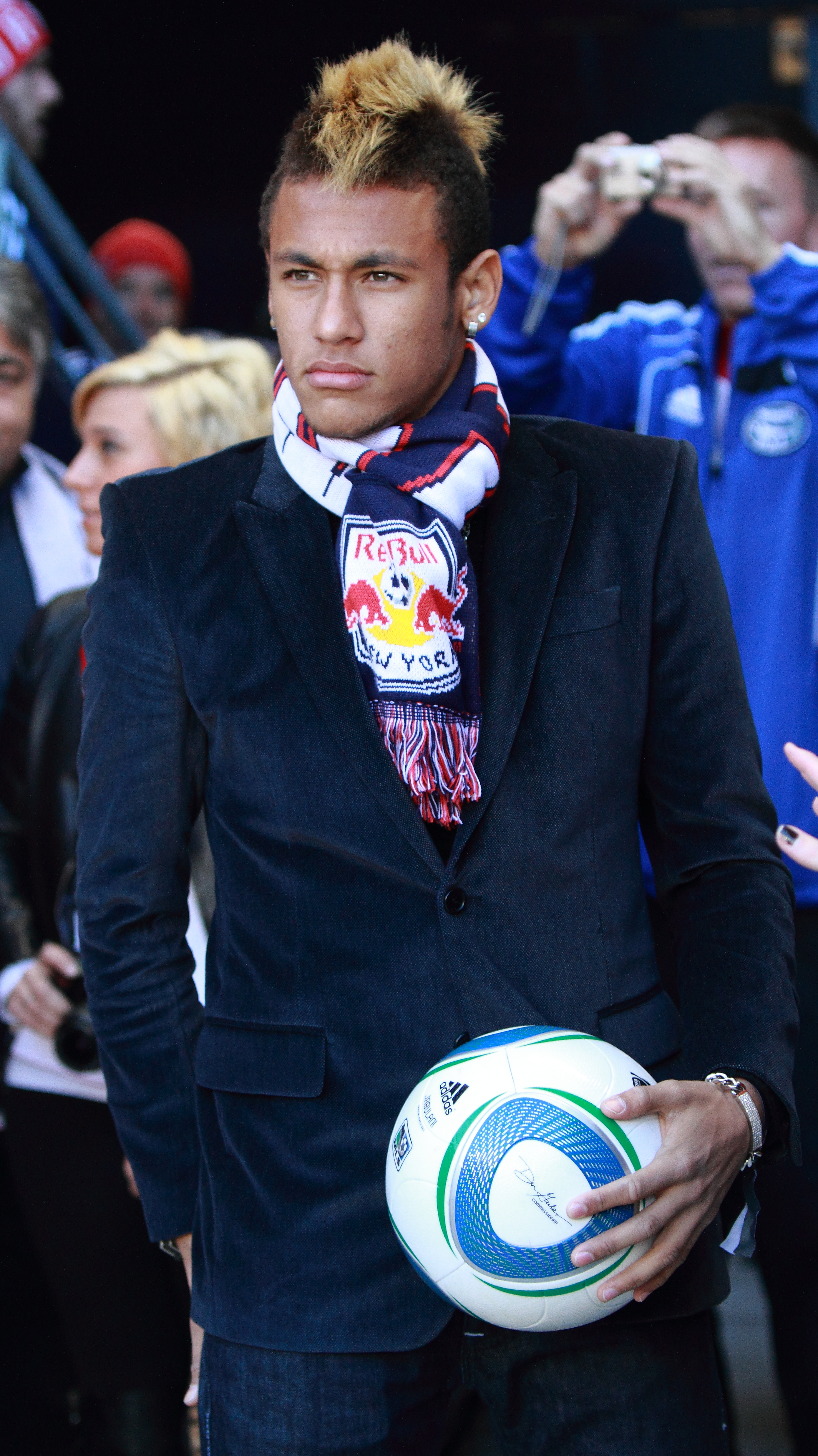
Neymar viendo el partido del New York Red Bulls ante LA Galaxy en octubre de 2011.

En 2011, a los 19 años, se convirtió en padre. Su hijo nació en el Hospital de São Paulo y lo llamó David Lucca. La madre del niño y en ese momento pareja de Neymar, es una chica llamada Carolina, que cuando dio a luz, tenía 17 años.
Su ídolo es el también futbolista Robinho. El 30 de octubre de 2011, fue al Red Bull Arena para ver el partido del New York Red Bulls ante LA Galaxy, donde hizo el saque de honor. Perdieron los Bulls por 0-1.
Neymar es también conocido por su fe cristiana, habla de su fe diciendo: «¡La vida solo tiene sentido cuando nuestro máximo ideal es servir a Cristo!». Antes de cada partido, también publica una foto en su cuenta Instagram diciendo: «Que Dios nos bendiga y nos proteja».
En 2012, France Football clasificó a Neymar en el séptimo puesto en la lista de los futbolistas más ricos del mundo, detrás de Lionel Messi (1.º) y Cristiano Ronaldo (3.º), con un ingreso combinado de los sueldos, bonificaciones y fuera del campo de las ganancias de 11 000 000 £ (13 800 000 €).
Neymar ha firmado muchos patrocinios porque su reputación creció rápidamente desde los 17 años de edad. En marzo de 2011, firmó un contrato de 11 años con la compañía de ropa deportiva estadounidense Nike. En el mismo mes, Panasonic EE. UU. pagó 2 400 000 $ para asegurar los servicios de Neymar por dos años. Él también ha firmado otros patrocinios con Volkswagen, Red Bull, Tenys Pé Baruel, Lupo, AmBev, Claro, Unilever y Grupo Santander. Todos sus patrocinadores le han aportado un total estimado de 20 000 000 € al año. El 17 de mayo de 2012, fue calificado por la revista SportsPro como el atleta más comercializable en el mundo, por delante de Lionel Messi (3.º) y Cristiano Ronaldo (5.º).
Apareció en la carátula del videojuego PES 2012 (versión americana) de Konami, con Cristiano Ronaldo. También estuvo en la edición de 2013 junto a Ronaldo. Está en la portada de la edición 2016 acompañado de Álvaro Morata.
En las elecciones presidenciales de Brasil de 2022, mostró su apoyo al ultraderechista Jair Bolsonaro, que le perdonó una deuda que tenía con Hacienda.
Tiene más de 10 millones de seguidores en Twitter.
El 18 de abril de 2023, él y su pareja, Bruna Biancardi, anunciaron que estaban esperando un hijo. Su hija Mavie nació en octubre de 2023.

## Polémicas y controversias
El 17 de junio de 2015, en el partido contra Colombia por la Copa América 2015 que Brasil perdió por 1-0, al finalizar el encuentro le propinó un pelotazo a Pablo Armero y luego le dio un cabezazo al defensa Jeison Murillo, para después ser empujado fuertemente por el colombiano Carlos Bacca, por lo que se propinó una gran trifulca y el astro brasileño salió expulsado. Según un reporte, Neymar esperó en el túnel del estadio al árbitro Enrique Osses para insultarlo y agredirlo. La Conmebol decidió sancionarlo con 4 fechas, por lo que se perdió el resto de la Copa y se le impuso una multa de 10 000 dólares.
En julio de 2017, Neymar protagonizó una pelea a empujones con su entonces compañero Nélson Semedo durante un entrenamiento en Miami. Esto provocó que Ernesto Valverde lo expulsara del entrenamiento.
El 27 de abril de 2019, tras perder la final de la Copa de Francia ante el Rennes, le propinó un puñetazo a un aficionado del club rival cuando se disponía a subir las escaleras del estadio para recibir la medalla de subcampeón.
El 13 de septiembre de 2020, casi al finalizar el partido que iba perdiendo contra el Olympique de Marsella, Neymar le dio un puñetazo en la nuca a Álvaro tras varios empujones del brasileño durante el trascurso del partido, acto que le provocó una tarjeta roja.
Dado que Neymar es un jugador bastante ágil, es objetivo de ataques constantes de sus rivales en el campo de juego, provocando caídas en las cuales han sido calificadas de «simulaciones excesivas» generando burlas y memes en Internet, en la Copa Mundial de Fútbol de 2018 fue el punto más alto en que Neymar fuera afectado por estas controversias. Por su parte, Neymar se toma estos temas con humor y se defiende de estos acusando que no gusta de cada caída pues son dolorosas y usa hielo después de cada partido para tratar sus lesiones.

## Palmarés

### Campeonatos regionales
| Título              | Club         | Estado    | Año  |
| ------------------- | ------------ | --------- | ---- |
| Campeonato Paulista | Santos F. C. | São Paulo | 2010 |
| Campeonato Paulista | Santos F. C. | São Paulo | 2011 |
| Campeonato Paulista | Santos F. C. | São Paulo | 2012 |

### Títulos nacionales
| Título                      | Club                      | País           | Año     |
| --------------------------- | ------------------------- | -------------- | ------- |
| Copa de Brasil              | Santos F. C.              | Brasil         | 2010    |
| Supercopa de España         | F. C. Barcelona           | España         | 2013    |
| Primera División de España  | F. C. Barcelona           | España         | 2014-15 |
| Copa del Rey                | F. C. Barcelona           | España         | 2014-15 |
| Primera División de España  | F. C. Barcelona           | España         | 2015-16 |
| Copa del Rey                | F. C. Barcelona           | España         | 2015-16 |
| Supercopa de España         | F. C. Barcelona           | España         | 2016    |
| Copa del Rey                | F. C. Barcelona           | España         | 2016-17 |
| Copa de la Liga de Francia  | Paris Saint-Germain F. C. | Francia        | 2017-18 |
| Ligue 1                     | Paris Saint-Germain F. C. | Francia        | 2017-18 |
| Copa de Francia             | Paris Saint-Germain F. C. | Francia        | 2017-18 |
| Supercopa de Francia        | Paris Saint-Germain F. C. | Francia        | 2018    |
| Ligue 1                     | Paris Saint-Germain F. C. | Francia        | 2018-19 |
| Supercopa de Francia        | Paris Saint-Germain F. C. | Francia        | 2019    |
| Ligue 1                     | Paris Saint-Germain F. C. | Francia        | 2019-20 |
| Copa de Francia             | Paris Saint-Germain F. C. | Francia        | 2019-20 |
| Copa de la Liga de Francia  | Paris Saint-Germain F. C. | Francia        | 2019-20 |
| Supercopa de Francia        | Paris Saint-Germain F. C. | Francia        | 2020    |
| Copa de Francia             | Paris Saint-Germain F. C. | Francia        | 2020-21 |
| Ligue 1                     | Paris Saint-Germain F. C. | Francia        | 2021-22 |
| Supercopa de Francia        | Paris Saint-Germain F. C. | Francia        | 2022    |
| Ligue 1                     | Paris Saint-Germain F. C. | Francia        | 2022-23 |
| Supercopa de Arabia Saudita | Al Hilal Saudi F. C.      | Arabia Saudita | 2023    |
| Liga Profesional Saudí      | Al Hilal Saudi F. C.      | Arabia Saudita | 2023-24 |
| Copa del Rey de Campeones   | Al Hilal Saudi F. C.      | Arabia Saudita | 2023-24 |
| Supercopa de Arabia Saudita | Al Hilal Saudi F. C.      | Arabia Saudita | 2024    |

### Títulos internacionales
| Título                            | Club (*)                     | Sede      | Año     |
| --------------------------------- | ---------------------------- | --------- | ------- |
| Sudamericano Sub-20               | Selección de Brasil sub-20   | Perú      | 2011    |
| Copa Libertadores                 | Santos F. C.                 | São Paulo | 2011    |
| Recopa Sudamericana               | Santos F. C.                 | São Paulo | 2012    |
| Copa FIFA Confederaciones         | Selección de Brasil          | Brasil    | 2013    |
| Liga de Campeones de la UEFA      | F. C. Barcelona              | Berlín    | 2014-15 |
| Supercopa de Europa               | F. C. Barcelona              | Tiflis    | 2015    |
| Copa Mundial de Clubes de la FIFA | F. C. Barcelona              | Japón     | 2015    |
| Juegos Olímpicos                  | Selección olímpica de Brasil | Brasil    | 2016    |

(*) Incluyendo la selección.

### Distinciones individuales
| Distinción                                                                      | Año              |
| ------------------------------------------------------------------------------- | ---------------- |
| Revelación del Campeonato Paulista                                              | 2009             |
| Mejor jugador joven del Campeonato Paulista                                     | 2009             |
| Segundo máximo goleador del Campeonato Brasileño                                | 2010             |
| Mejor delantero del Campeonato Paulista                                         | 2010, 2011, 2012 |
| Mejor jugador del Campeonato Paulista                                           | 2010, 2011, 2012 |
| Prêmio Craque do Brasileirão                                                    | 2010             |
| Troféu Mesa Redonda - Mejor segundo delantero del Campeonato Brasileño          | 2010             |
| Bota de Ouro - Placar al máximo goleador en todas las competiciones Brasileñas  | 2010, 2011, 2012 |
| Bola de Prata - Placar al mejor delantero del Campeonato Brasileño              | 2010, 2011       |
| Premio Arthur Friedenreich                                                      | 2010             |
| Premio Ginga: Mejor Segundo Delantero                                           | 2010, 2011       |
| 3.er Mejor Futbolista del año en Sudamérica                                     | 2010             |
| Parte del Equipo Ideal de América                                               | 2010             |
| Máximo goleador de la Copa de Brasil (9 goles)                                  | 2010             |
| Segundo Máximo goleador de la Copa Libertadores                                 | 2011             |
| Mejor jugador de la Copa Libertadores                                           | 2011             |
| Máximo goleador del Campeonato Sudamericano Sub-20 (9 goles)                    | 2011             |
| Jugador LG del partido del Partido Brasil – Venezuela de la Copa América 2011   | 2011             |
| Balón de Bronce de la Copa Mundial de Clubes                                    | 2011             |
| Mejor jugador de la temporada del Santos                                        | 2011             |
| Mejor jugador del año en Brasil                                                 | 2011, 2012       |
| Bola de Ouro - Placar al mejor jugador del Campeonato Brasileño                 | 2011             |
| Troféu Armando Nogueira                                                         | 2011             |
| Prêmio Craque do Brasileirão                                                    | 2011             |
| Premio Puskás al Mejor Gol del Año                                              | 2011             |
| Premio Ginga: Mejor Jugador                                                     | 2011             |
| Premio Ginga: Mejor Gol de la Temporada                                         | 2011             |
| Futbolista del año en Sudamérica                                                | 2011             |
| Parte del Equipo Ideal de América                                               | 2011             |
| Premio World Soccer al mejor jugador joven del mundo                            | 2011             |
| Futbolista joven más valioso del Mundo según la FIFA                            | 2012             |
| Máximo goleador de la Copa Libertadores                                         | 2012             |
| Máximo goleador del Campeonato Paulista (20 goles)                              | 2012             |
| Atleta más comercializable en el mundo según SportsPro                          | 2012             |
| O maior brasileiro de todos os tempos (N.º 20)                                  | 2012             |
| Nitro Premio al hombre del partido Brasil - China                               | 2012             |
| Máximo goleador de la Recopa Sudamericana (1 gol) (Compartido)                  | 2012             |
| Mejor jugador de la Recopa Sudamericana                                         | 2012             |
| Placa conmemorativa por los 200 partidos con el Santos                          | 2012             |
| Premio Globolinha de Ouro al Mejor Gol del Campeonato Brasileño (Hors Concours) | 2012             |
| Troféu Armando Nogueira                                                         | 2012             |
| Troféu Mesa Redonda - Mejor delantero del Campeonato Brasileño                  | 2012             |
| Troféu Mesa Redonda - Mejor jugador del Campeonato Brasileño                    | 2012             |
| Futbolista del año en Sudamérica                                                | 2012             |
| Parte del Equipo Ideal de América                                               | 2012             |
| 3.º en el Premio Puskás al Mejor Gol del Año                                    | 2013             |
| Balón de Oro de la Copa FIFA Confederaciones 2013                               | 2013             |
| Bota de Bronce de la Copa FIFA Confederaciones 2013                             | 2013             |
| 2° Mejor Futbolista del año en Sudamérica                                       | 2013             |
| Parte del Equipo Ideal de América                                               | 2013             |
| Jugador Budweiser del Partido Brasil – Croacia de la Copa Mundial de 2014       | 2014             |
| Jugador Budweiser del Partido Brasil – Camerún de la Copa Mundial de 2014       | 2014             |
| Bota de Bronce de la Copa Mundial de 2014                                       | 2014             |
| 11 Ideal de la Copa Mundial de 2014                                             | 2014             |
| Samba de Oro al mejor futbolista brasileño de Europa                            | 2014, 2015, 2017 |
| Jugador de la jornada XX de la Liga BBVA 2014/15                                | 2015             |
| Máximo goleador de la Copa del Rey (7 goles) (compartido)                       | 2015             |
| Máximo goleador de la Liga de Campeones de la UEFA (10 goles) (compartido)      | 2015             |
| Incluido en el Equipo Ideal de la Liga de Campeones de la UEFA                  | 2015             |
| Mastercard Man of the Match del Partido Brasil – Perú de la Copa América 2015   | 2015             |
| Incluido en el Equipo Ideal de la primera fecha de la Copa América 2015         | 2015             |
| Jugador de la jornada VIII de la Liga BBVA 2015/16                              | 2015             |
| Jugador de la jornada XIII de la Liga BBVA 2015/16                              | 2015             |
| Premio La Liga a Mejor Jugador Americano de la Liga BBVA 2014/15                | 2015             |
| Premio BBVA al Mejor Jugador en el mes de noviembre de la Liga BBVA 2015/16.    | 2015             |
| XI Mundial FIFA/FIFPro                                                          | 2015, 2017       |
| FIFA Balón de Bronce                                                            | 2015             |
| MVP contra México en la Copa Mundial de 2018.                                   | 2018             |
| Mejor jugador de enero en la Ligue 1                                            | 2020             |
| Parte de los 100 mejores jugadores del mundo según The Guardian                 | 2022             |

### Récords
| Récord |
| --- |
| Mayor cantidad de goles en un único partido del Campeonato Brasileño                                           |
| Máximo goleador de la historia de la selección brasileña olímpica                                              |
| Mayor cantidad de puntos obtenidos en el premio al futbolista del año en Sudamérica                            |
| Único ganador junto a Pelé del Premio Globolinha de Ouro al Mejor Gol del Campeonato Brasileño (Hors Concours) |
| Gol más rápido en un partido de los Juegos Olímpicos                                                           |
| Jugador más caro en la historia de los fichajes (400 millones de euros)                                        |

## En otros medios

### Actuación
| Año  | Título                           | Papel      | Notas                                  |
| ---- | -------------------------------- | ---------- | -------------------------------------- |
| 2010 | Malhação                         | Él mismo   | TV                                     |
| 2012 | fdp                              | Encanador  | Serie de HBO; 1 episodio               |
| 2013 | Carrossel                        | Él mismo   | Telenovela brasileña producida por SBT |
| 2017 | xXx: Return of Xander Cage       | Él mismo   | Película estadounidense de D.J. Caruso |
| 2019 | La casa de papel                 | Monje Joao | Serie de Netflix; 2 episodios          |
| 2019 | The Making of                    | Él mismo   | TV                                     |
| 2021 | Neymar Jr. and the line of kings | Él mismo   | TV                                     |
| 2022 | Neymar: The Perfect Chaos        | Él mismo   | Docuserie de Netflix                   |